# Ford Fiesta
Ford Fiesta – samochód osobowy klasy subkompaktowej produkowany pod amerykańską marką Ford w latach 1976–2023.

## Pierwsza generacja

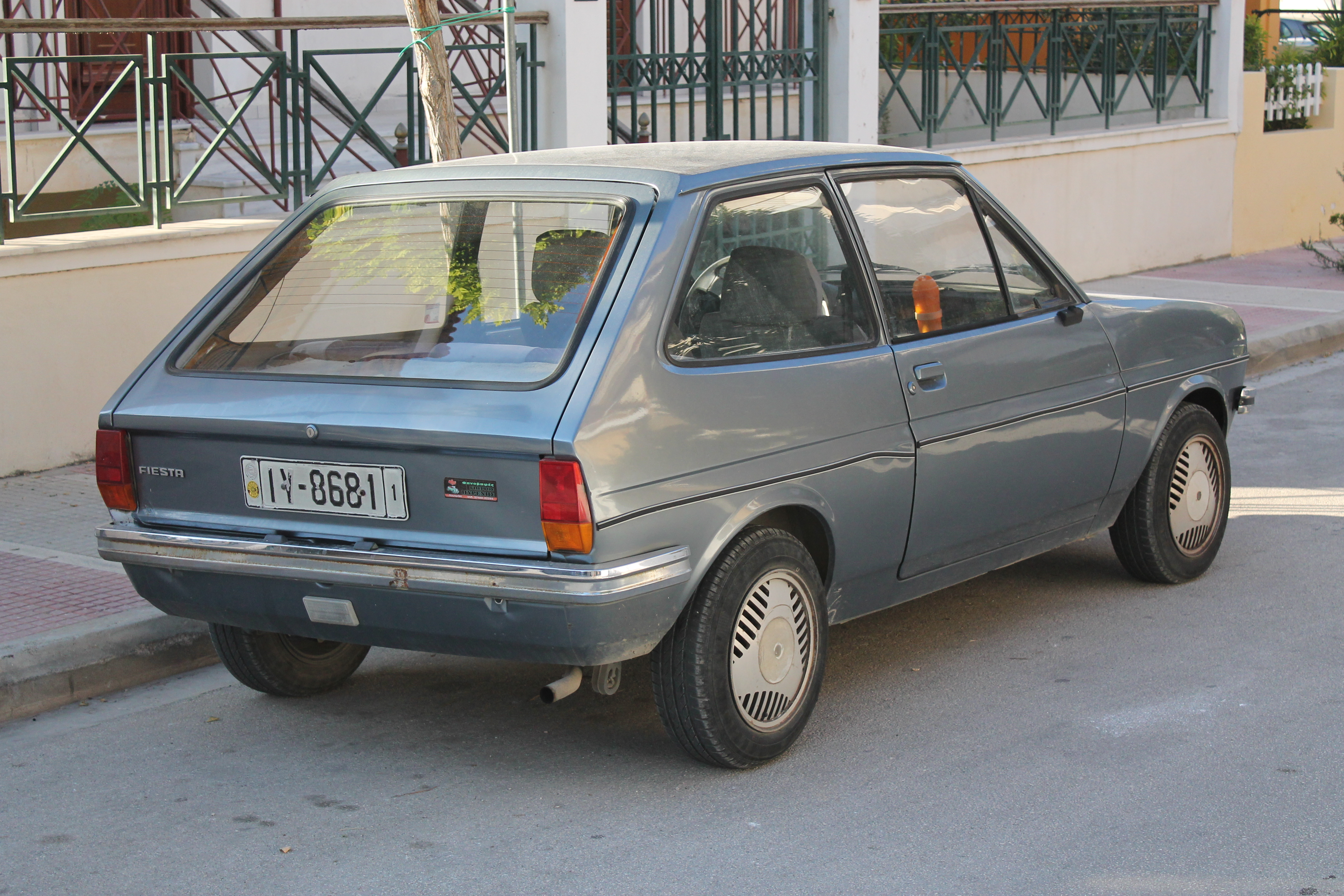
Ford Fiesta I - tył

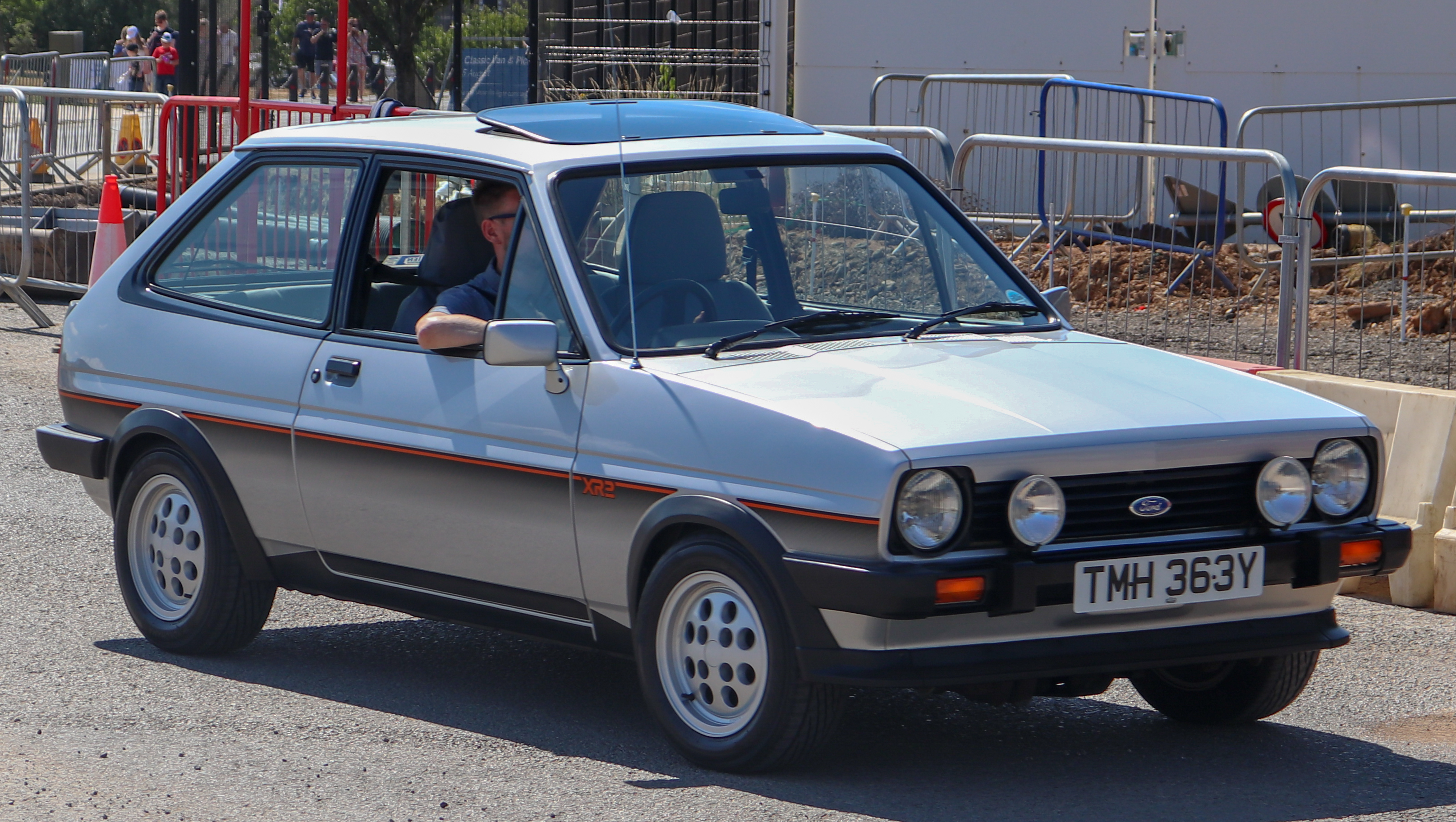
Ford Fiesta I XR2

Ford Fiesta I został po raz pierwszy zaprezentowany w 1976 roku.
W połowie lat 70. XX wieku europejski oddział Ford przedstawił nowy, miejski model Fiesta będący najmniejszym pojazdem w ofercie jako tańsza i bardziej ekonomiczna alternatywa dla Escorta. Samochód będący odpowiedzią m.in. na Volkswagena Polo utrzymano w dwubryłowej formie, z kwadratowymi reflektorami i podłużną atrapą chłodnicy tworzoną przez wąski, czarny pas między oświetleniem. Ścięty tył zdobiły z kolei wąskie, pionowe lampy.
W plebiscycie na Europejski Samochód Roku 1977 samochód zajął 3. pozycję (za Roverem 3500 i Audi 100 C2).

### Fiesta XR2
Ofertę pierwszej generacji Forda Fiesty poszerzyła także sportowa odmiana Fiesta XR2, która wyróżniała się innym, dwukolorowym malowaniem nadwozia, innymi zderzakami i przestylizowanym spojlerem. Charakterystyczną cechą były też specjalne felgi z kwadratowymi wcięciami.
Ponadto, pas przedni wyróżniały podwójne, okrągłe reflektory. Topową odmianę napędzał 1,6-litrowy, czterocylindrowy silnik benzynowy o mocy 83 KM.

### Wersje wyposażeniowe
- Bravo
- L
- Ghia
- Popular
- XR2
- XR2i

### Silniki
- R4 0.9l 40 KM
- R4 0.9l 45 KM
- R4 1.1l 53 KM
- R4 1.1l 54 KM
- R4 1.1l 55 KM
- R4 1.3l 66 KM
- R4 1.6l XR2 83 KM

## Druga generacja

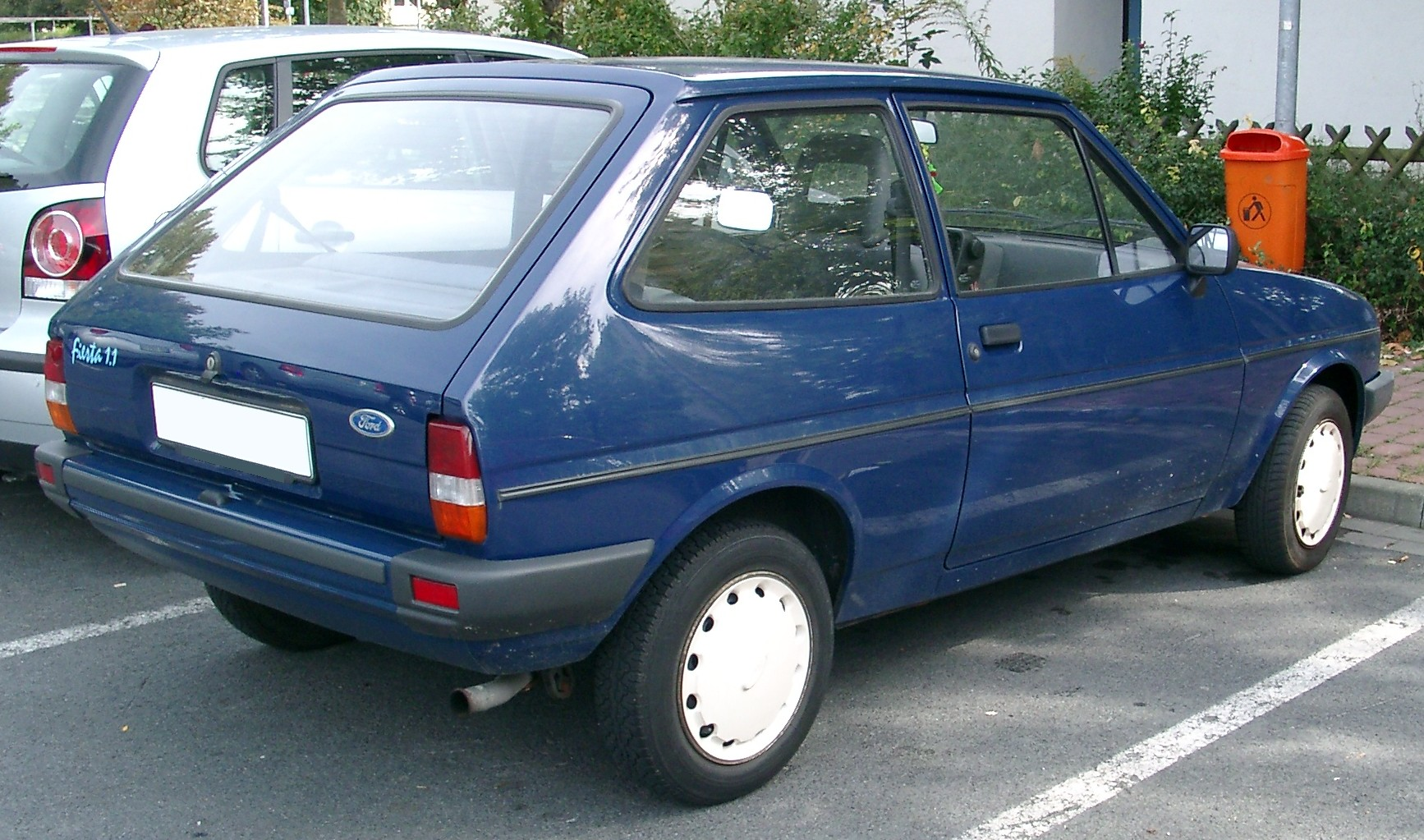
Ford Fiesta II - tył

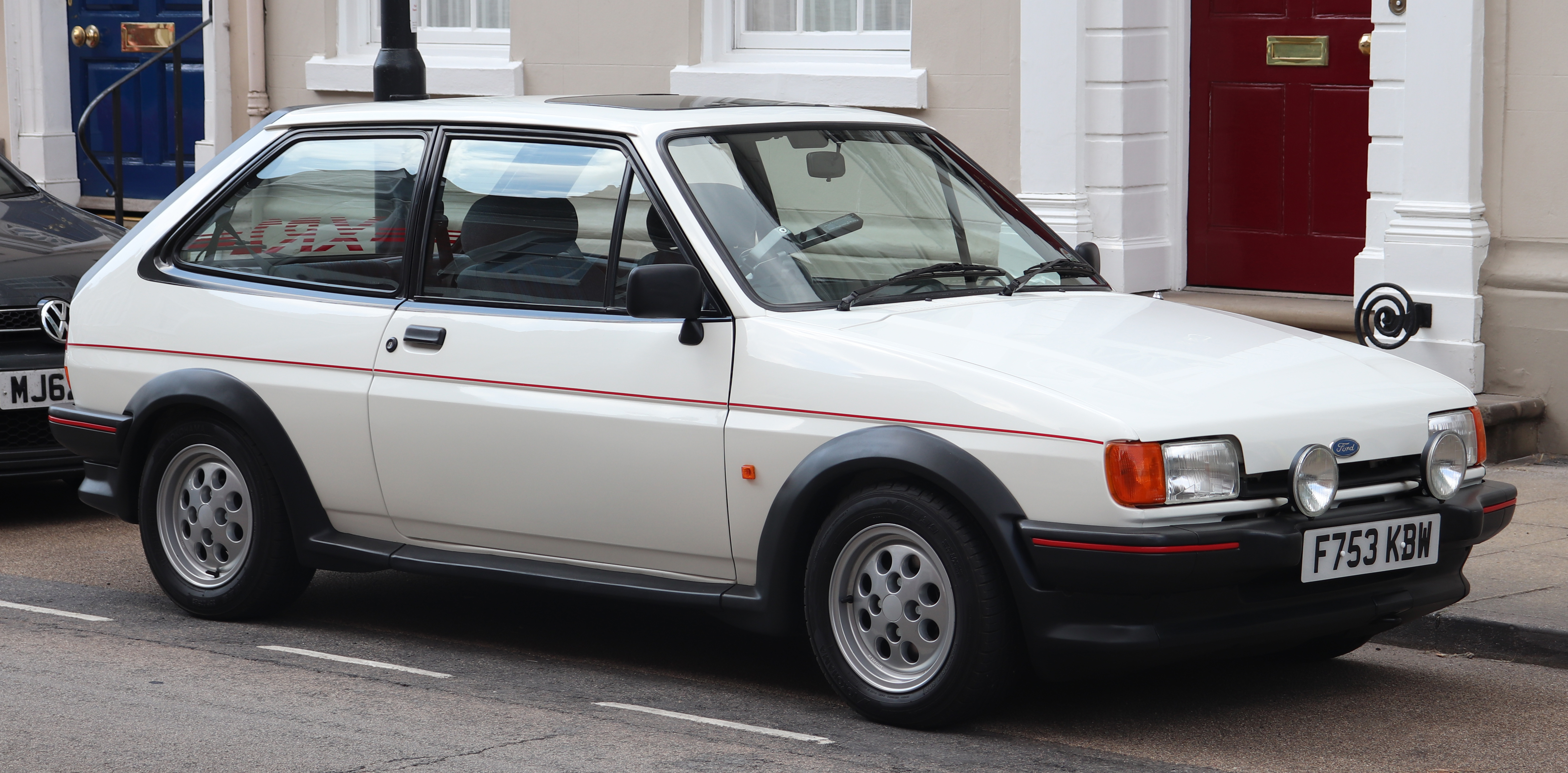
Ford Fiesta II XR2

Ford Fiesta II został zaprezentowany po raz pierwszy w 1983 roku.
Opracowując drugą generację Fiesty, Ford zdecydował się poddać głębokim modyfikacjom poprzednika, poddając jego koncepcję ewolucyjnym zmianom. Kanciaste kształty pierwszej generacji pojazdu zastąpiono obłymi i bardziej wygładzonymi liniami, po raz pierwszy stosując duże plastikowe zderzaki. 
Wzorem większego modelu Escort, z przodu pojawiła się węższa atrapa chłodnicy, a także umieszczone na masce logo producenta, a także większe, kanciaste reflekotory składające się z dwóch kloszy zachodzących na błotniki. Z tyłu z kolei producent zastosował podobną formę lamp, co w pierwszej generacji.
W 1987 roku wprowadzono bezstopniową przekładnię CTX znaną z Fiata Uno.

### Fiesta XR2
Podobnie jak pierwsza generacja Fiesty, także i kolejne wcielenie było oferowane w sportowej wersji Fiesta XR2. Wyróżniała się ona dwukolorowym malowaniem nadwozia, wyraźniej zaznaczonymi nadkloami, innym wzorem alufelg, a także 1,6-litrowym silnikiem benzynowym o mocy 96 KM.

### Wersje wyposażeniowe
- CL
- Ghia
- L
- Popular Plus
- van
- XR2

### Silniki
- R4 1.0l 40-45 KM
- R4 1.1l 50-53 KM
- R4 1.3l OHV 66-69 KM
- R4 1.4l 73 KM
- R4 1.6l 84-96 KM
- R4 1.6l D 54 KM

## Trzecia generacja

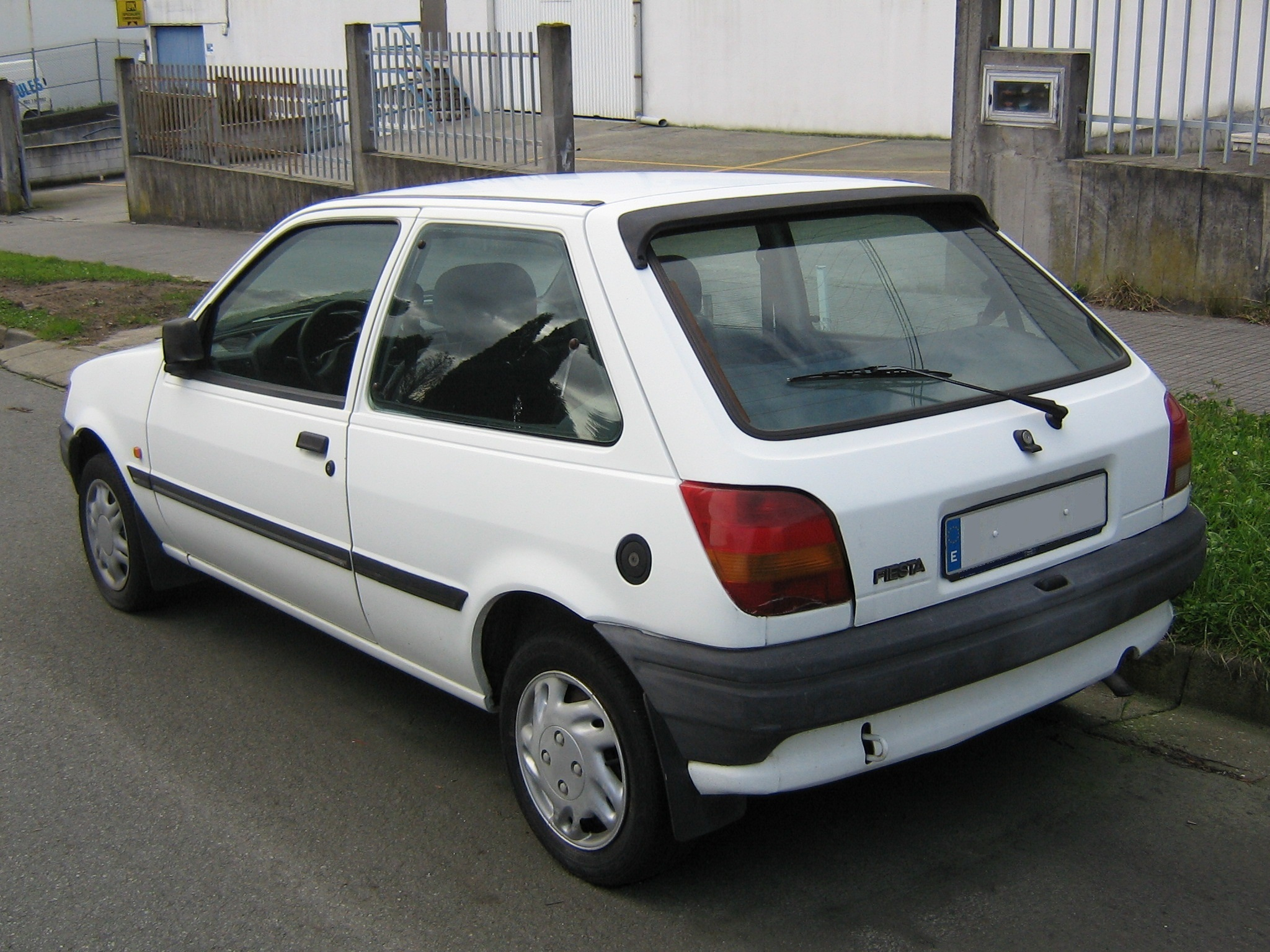
Ford Fiesta III - tył

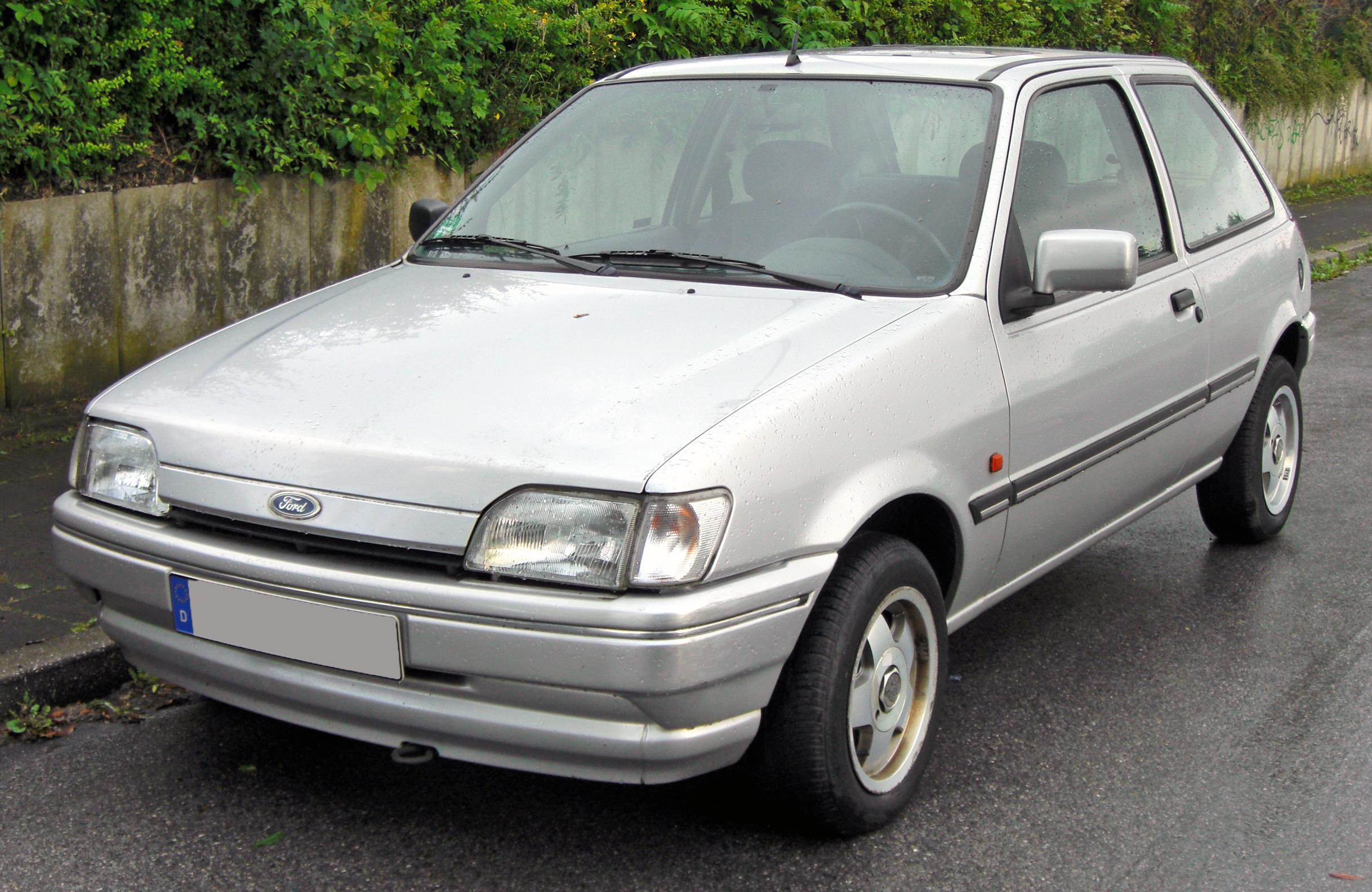
Ford Fiesta III po liftingu

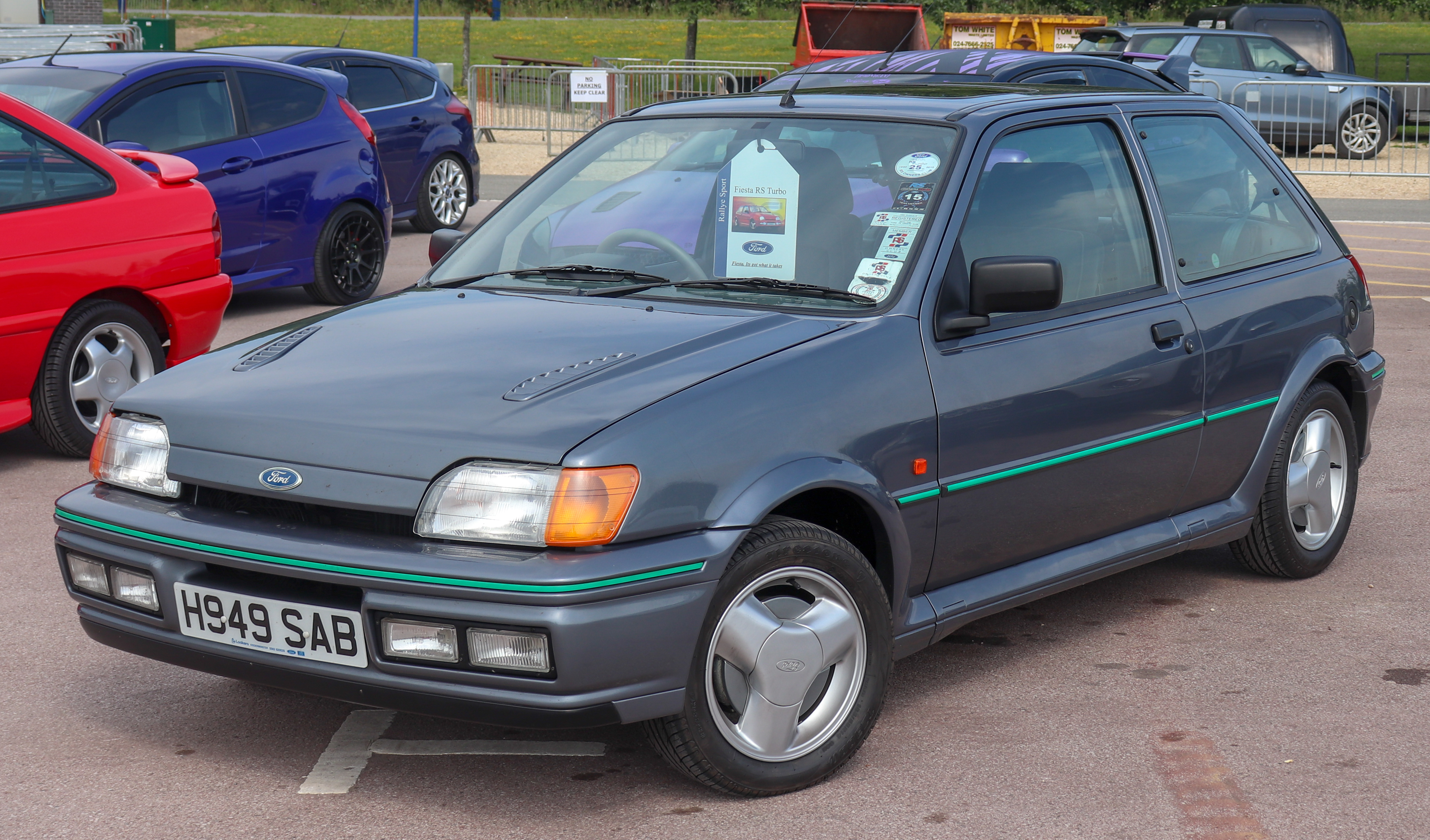
Ford Fiesta III RS Turbo

Ford Fiesta III został zaprezentowany po raz pierwszy w 1989 roku.
Trzecia generacja Fiesty przeszła obszerne modyfikacje zarówno pod kątem stylistycznym, jak i technicznym. Choć sylwetka zachowała charakterystyczny kształt znany z poprzedników, to samochód zyskał zupełnie nowy wygląd. Z przodu znaczek pojawił się na atrapie chłodnicy, bardziej zaokrąglone reflektory i niewielka atrapa chłodnicy, z kolei tył zdobiły większe, zaokrąglone lampy w owalnopodobnym kształcie. W 1991 roku wprowadzono do produkcji furgonetkę (wraz z alternatywną odmianą kombivan) powstałego na bazie trzeciej generacji Fiesty pod nazwą Courier. 

### Lifting
W 1994 roku samochód przeszedł drobne zmiany kosmetyczne. Zmienione zostały lusterka zewnętrzne, czcionka nazwy modelu, zderzak przedni oraz klosze przednich kierunkowskazów, a poduszka powietrzna coraz częściej pojawiała się w opcjach wyposażenia. Mimo premiery kolejnej generacji pojazdu w 1995 roku, model Mk III produkowany był aż do października 1996 roku jako Fiesta Classic.
W plebiscycie na Europejski Samochód Roku 1990 model zajął 3. pozycję (za Citroënem XM i Mercedesem SL).

### Fiesta XR2i / RS Turbo / RS 1800
W 1990 roku gamę trzeciej generacji Fiesty uzupełniły sportowe odmiany, wśród których poza wersją Fiesta XR2i znalazł się także wariant RS Turbo, produkowany w latach 1990–1992 wyparty później na rzecz wersji RS 1800. Pod kątem wizualnym zyskały one charakterystyczne, niżej osadzone zderzaki z dużymi, podwójnymi prostokątnymi halogenami, poszerzone nadkola oraz progi. Tylko w przypadku wersji RS Turbo auto zyskało dodatkowe wloty na masce. Poszczególne wersje różniły się również kolorystyką pasków na zderzakach i bokach, Zielone dla RS Turbo oraz niebieskie dla RS 1800. Wersje sportowe dodatkowo różniły się kolorystyką wnętrza, oraz zyskały typowe dla takiej charakterystyki akcenty, takie jak trójramienne kierownice, (oprócz wersji XR2i, która posiadała podobnie do standardowych wersji kierownicę dwuramienną), kubełkowe fotele (opcjonalnie można było wykupić inne od standardowych kubełków również kubełkowe fotele firmy Recaro), obrotomierz, aluminiowe 14' felgi na oponach 185/55 VR14 Pirelli P600 itp. Oprócz zmian wizualnych wersje te różniły się pod względem mechanicznym, dotyczyło to głównie zmian poprawiających prowadzenie i komfort jazdy takich jak obniżone, sztywniejsze zawieszenie, dodatkowy tylny drążek reakcyjny, opcjonalny ABS i podgrzewanie przedniej szyby "Quickclear". Samochód napędzał 1,6-litrowy hemisferyczny silnik benzynowy CVH (Compound Valve angle Hemispherical combustion chamber) o mocy 104 KM w wersji XR2i. W przypadku wersji RS Turbo silnik CVH legitymował się taką samą pojemnością, 1,6, jak w wersji XR2i, lecz posiadał niższy stopień sprężania rzędu 8:1, oraz był wzmocniony Turbosprężarką Garett T2, która doładowywała silnik ciśnieniem rzędu 8psi (55 kPa). Deklarowana moc samochodu to 133 KM przy 5500 rpm i 183 nm przy 2400rpm, co pozwalało na rozpędzenie się od 0-96 km/h w czasie 7,3 sekund oraz na prędkość maksymalną rzędu 215 km/h. Wersja RS Turbo została później wyparta na rzecz RS 1800, która oprócz różnic wizualnych miała nowocześniejszy, wolnossący silnik 1.8 DOHC 16V z rodziny Zetec, o kompresji rzędu 10,0:1, mocy 131KM przy 6250rpm i 162 nm przy 4500rpm, osiągając 0-96km/h w czasie 7,8 sekund.

### Wersje wyposażeniowe
- C
- Calypso
- Courier
- Ghia
- L
- LX
- Popular Plus
- Quartz
- Si
- XR2i
- RS 1800
- RS Turbo

### Silniki
- R4 1.1l 50-55 KM
- R4 1.3l 60 KM
- R4 1.4l 71-75 KM
- R4 1.6l CVH(inne języki) 104-110 KM
- R4 1.6l  CVH(inne języki) Turbo 130 KM
- R4 1.6l 16V 90 KM
- R4 1.8l 16V 105-130 KM
- R4 1.8l Diesel 60 KM
- R4 1.8l TD Diesel 75KM

## Czwarta generacja

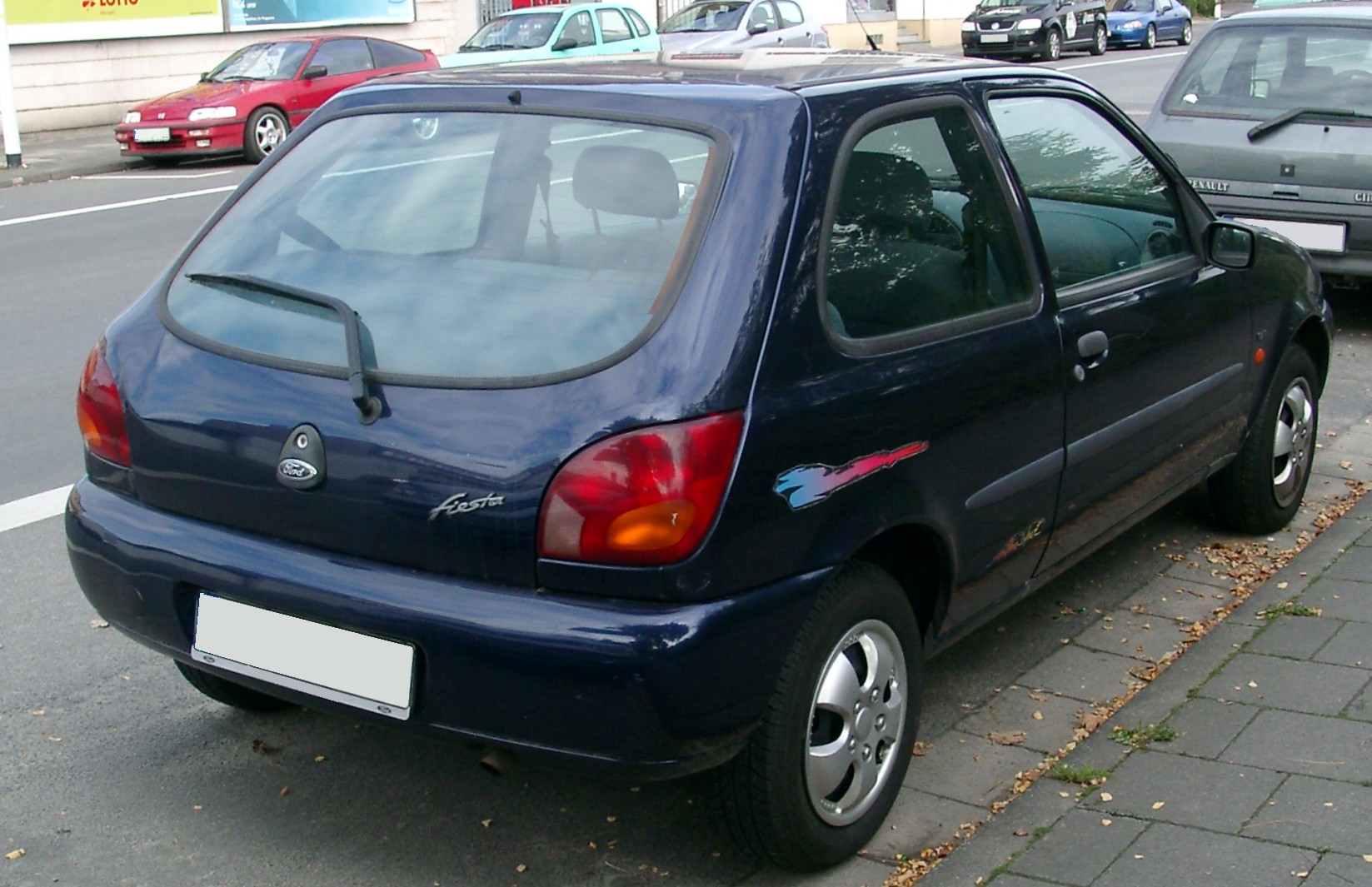
Ford Fiesta IV - tył

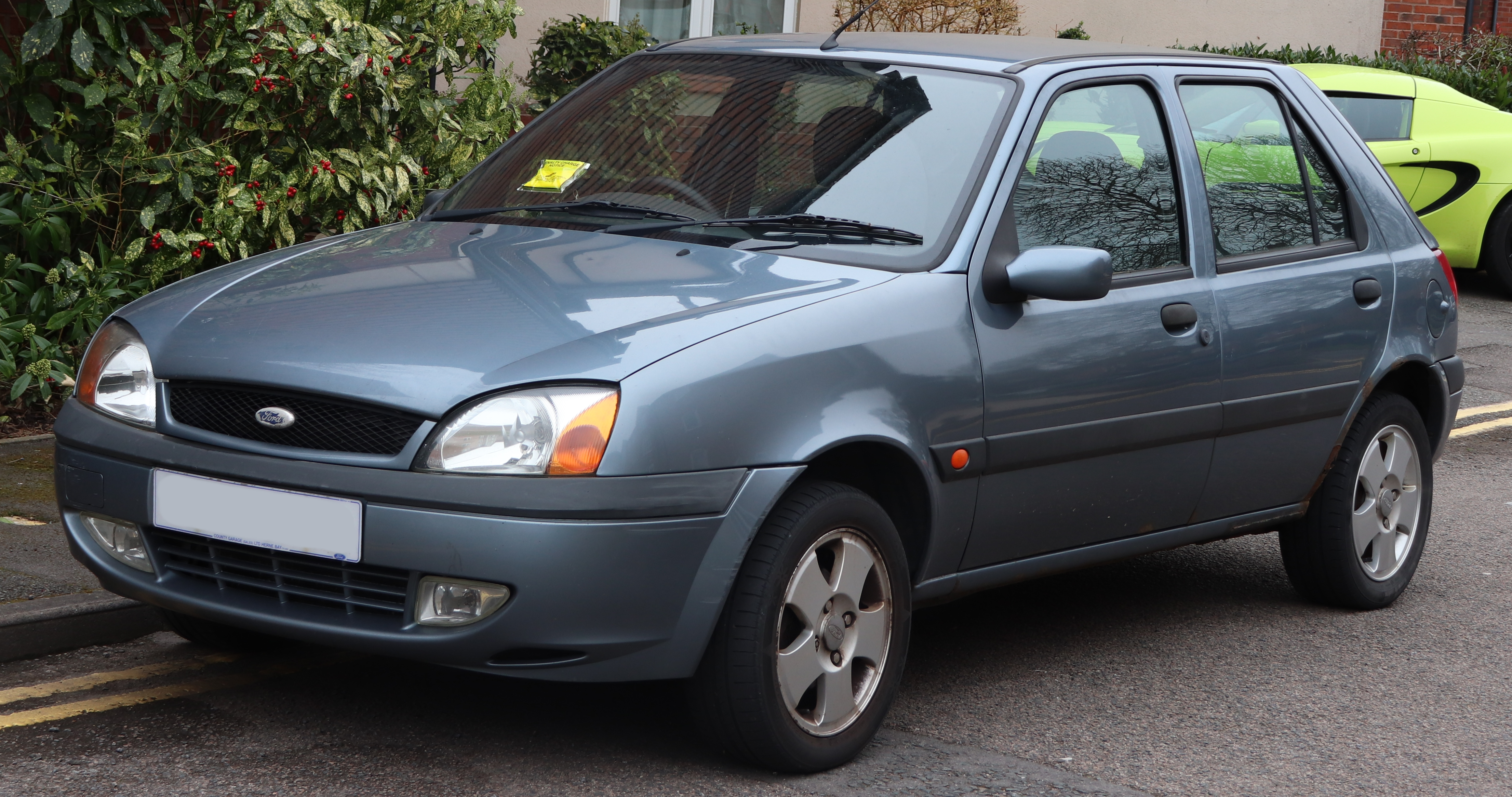
Ford Fiesta IV po liftingu

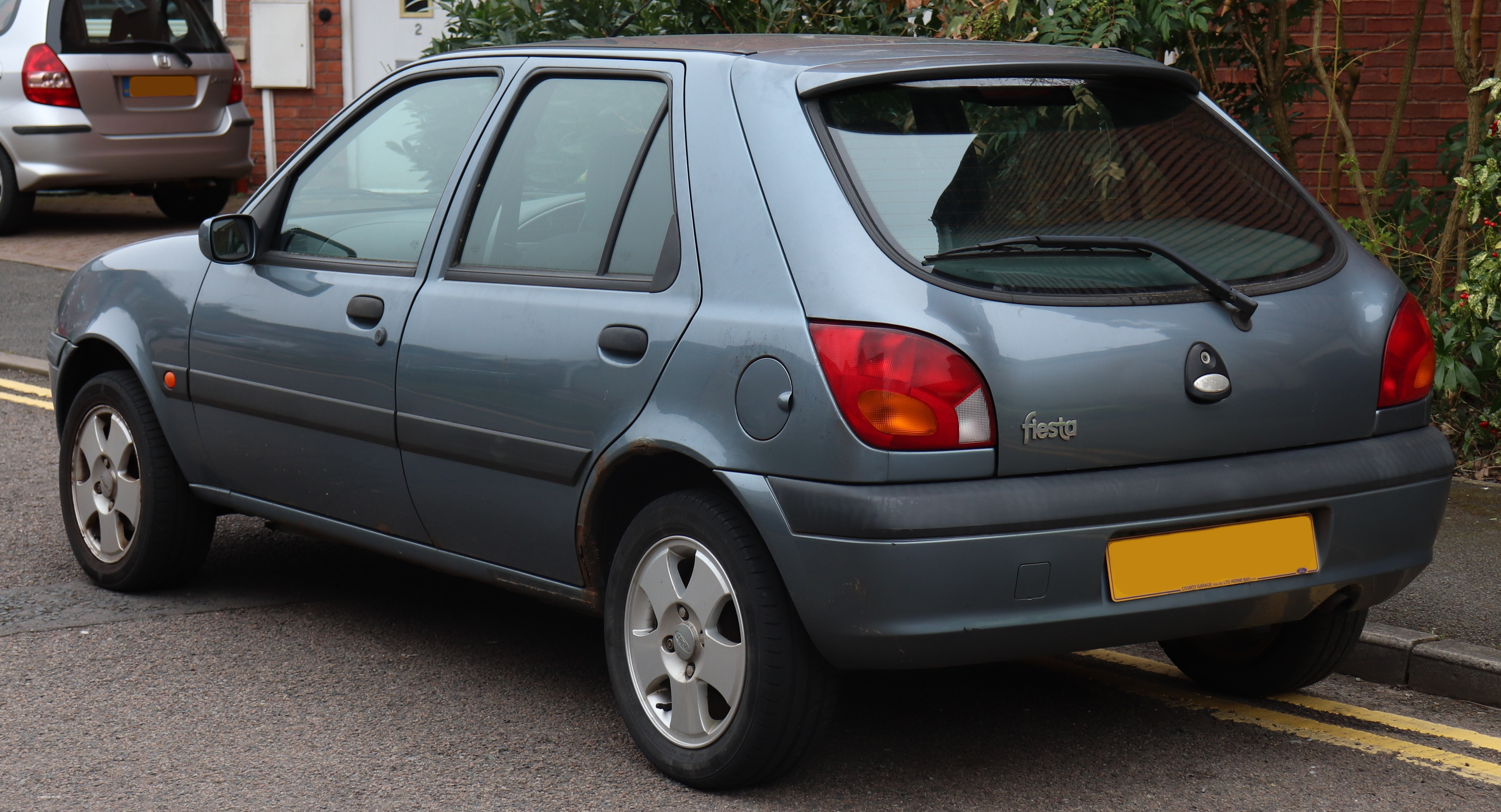
Ford Fiesta IV - tył po liftingu

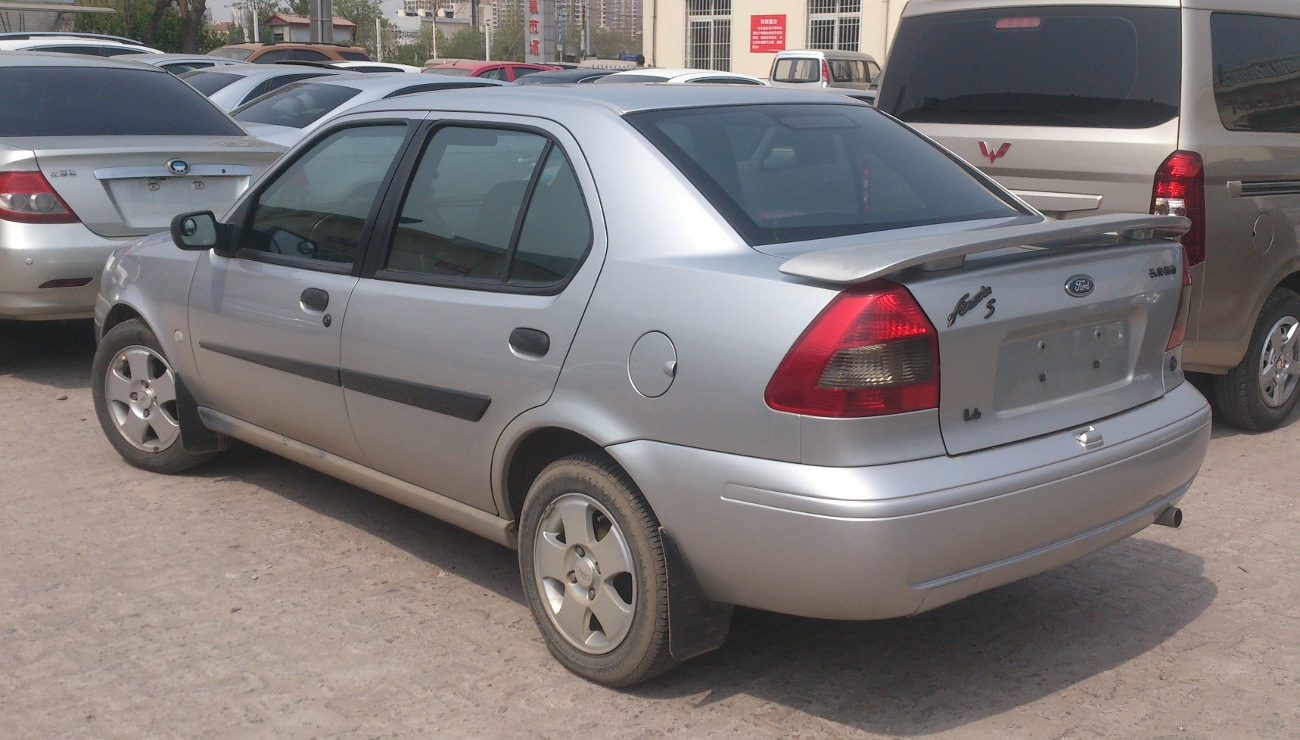
Ford Fiesta IV Sedan

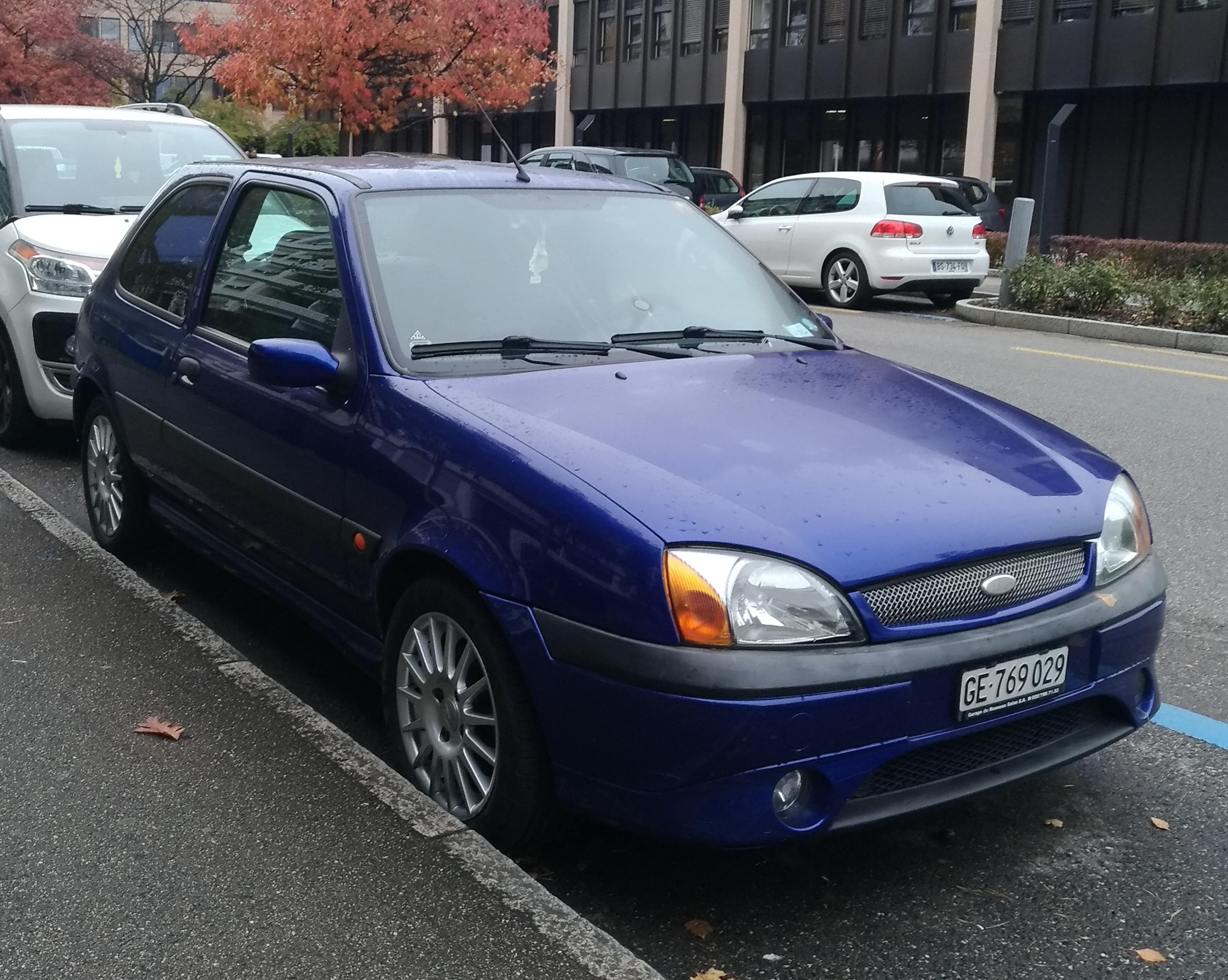
Ford Fiesta IV Zetec S

Ford Fiesta IV został zaprezentowany po raz pierwszy w 1995 roku.
Czwarta generacja Forda Fiesty powstała na głęboko zmodernizowanej platformie poprzednika, zyskując jednak znacznie nowocześniejszy wygląd w głębokim stopniu modyfikującym koncepcję znaną z dotychczasowych wcieleń miejskiego modelu Forda. Z przodu pojawiły się obłe, zaokrąglone reflektory, a także owalna atrapa chłodnicy. Z tyłu z kolei tablica rejestracyjna została przeniesiona na zderzak, a lampy zachowały podobny kształt, co w przypadku trzeciej generacji.

### Lifting
W marcu 1999 roku samochód przeszedł face lifting, który został wykonany zgodnie z nowym nurtem stylistycznym marki New Edge. Zmieniono m.in. reflektory przednie, przedni zderzak oraz delikatnie przestylizowano tylne lampy, pojawiły się także nowe wzory felg. Przy okazji liftingu wprowadzony został nowy silnik benzynowy o pojemności 1.6 l i mocy 103 KM wyprodukowany na nowoczesnej linii produkcji silników Forda – Zetec.

### Fiesta Sedan
Wersja sedan pojazdu produkowana była z przeznaczeniem na rynek indyjski, południowoafrykański, brazylijski, meksykański oraz chiński, gdzie sprzedawana była jako Ford Ikon lub Ford Fiesta Sedan.

### Wersje wyposażeniowe
- Encore
- LX
- CLX
- Si
- Ghia
- ST

### Silniki
- R4 1.3 50-60 KM
- R4 1.25 16V 75 KM
- R4 1.4l 16V 90 KM
- R4 1.6l 16 V 103 KM
- R4 1.8l Diesel 60 KM
- R4 1.8l TD Diesel 75 KM

## Piąta generacja

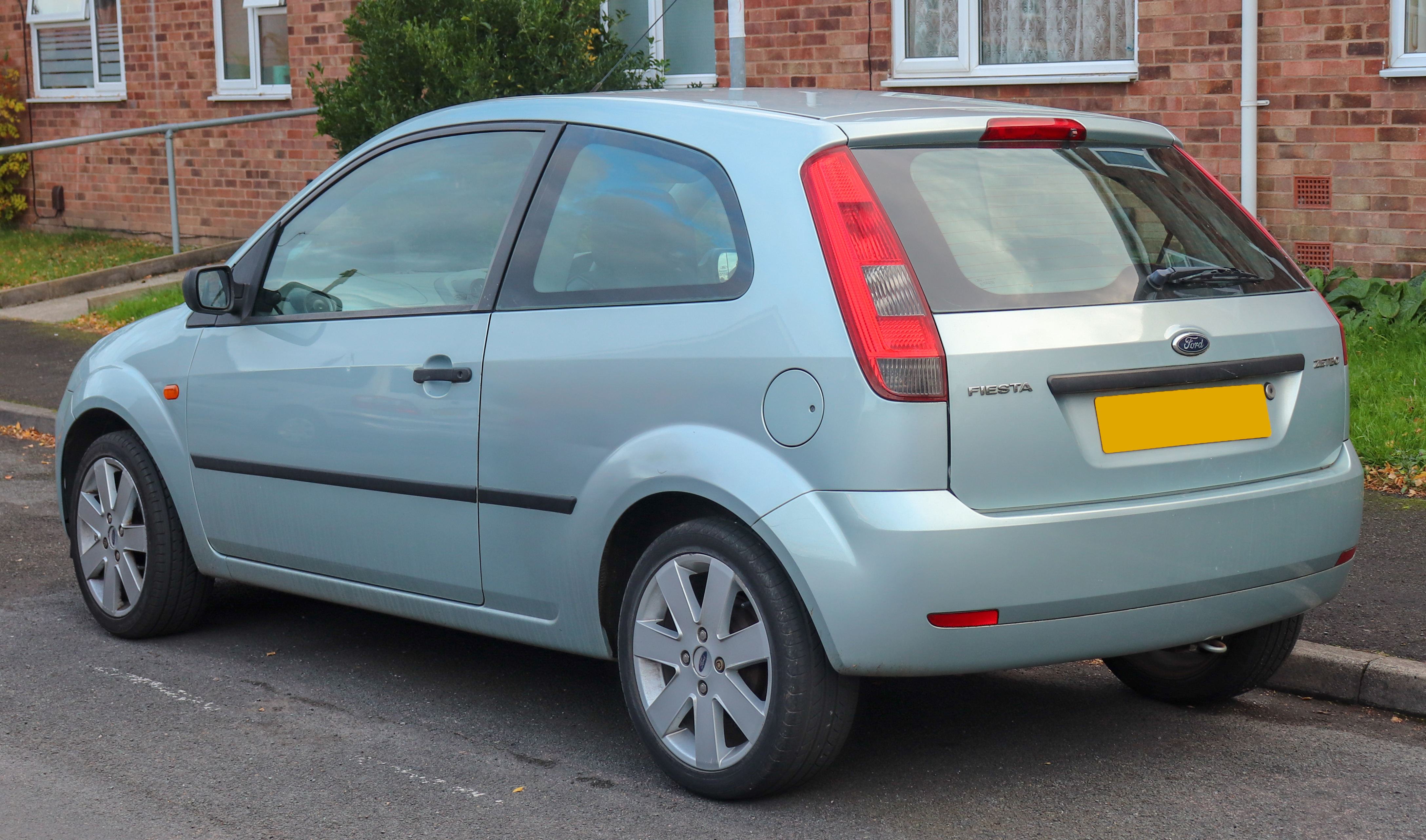
Ford Fiesta V - tył

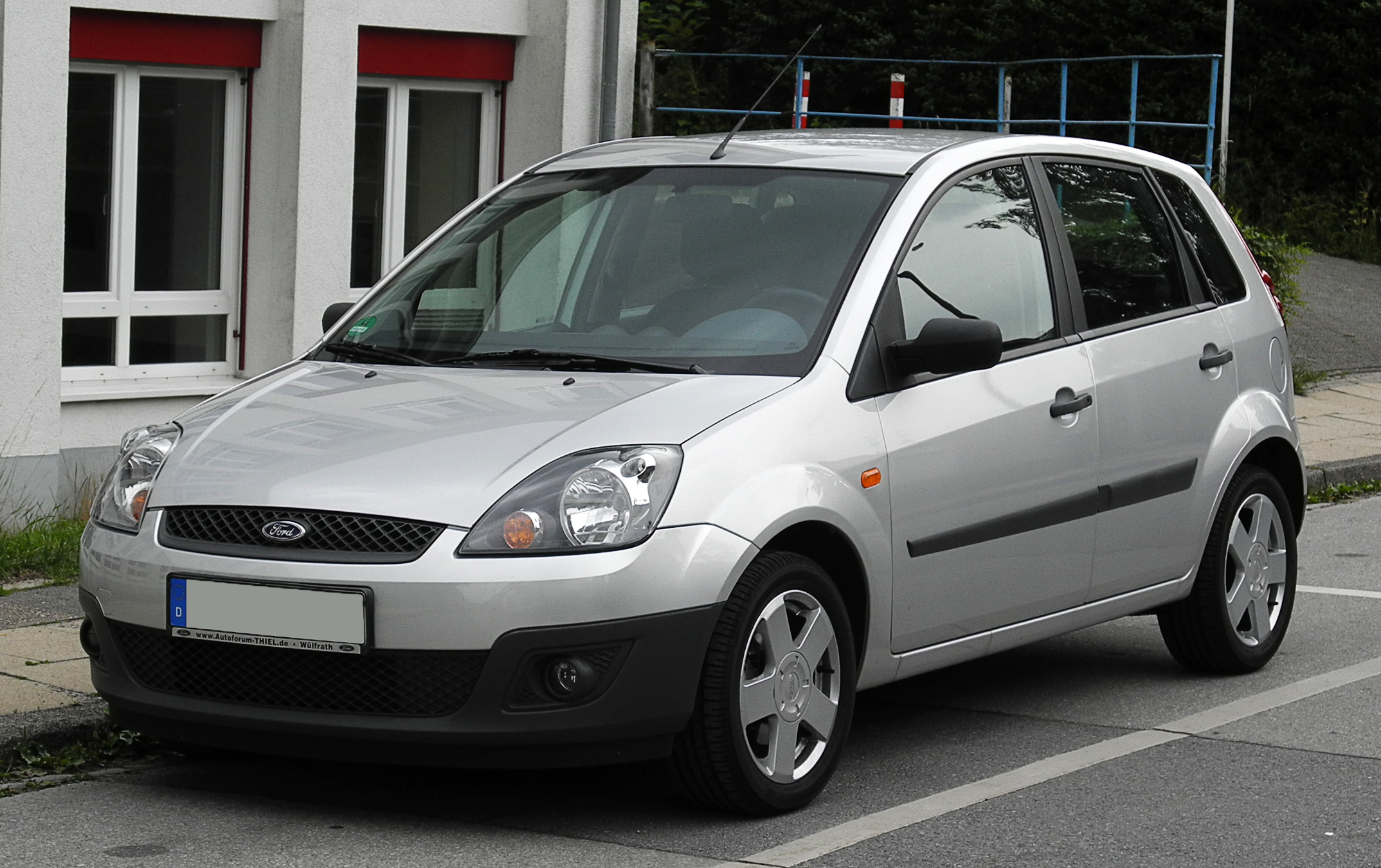
Ford Fiesta V po liftingu

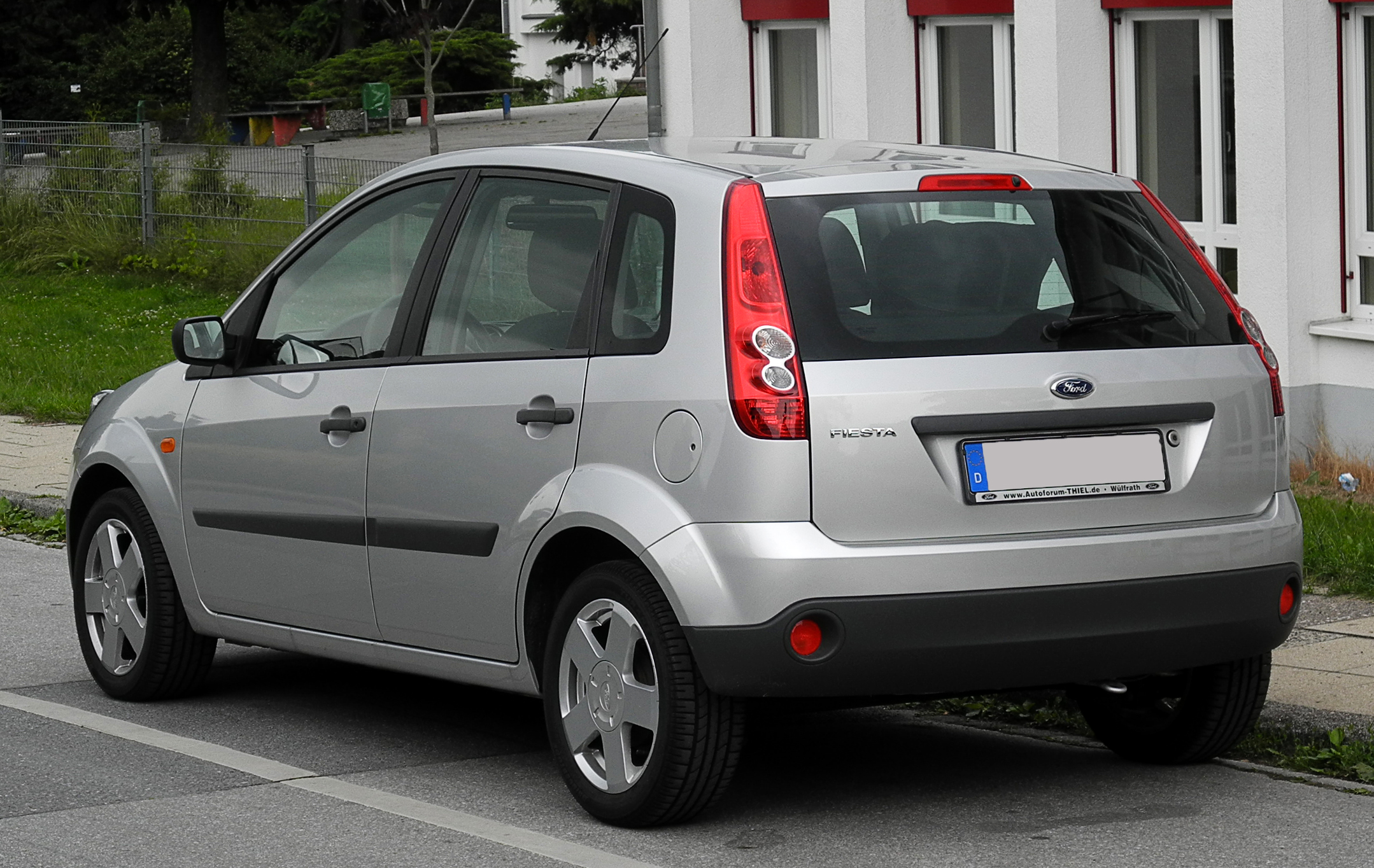
Ford Fiesta V - tył po liftingu

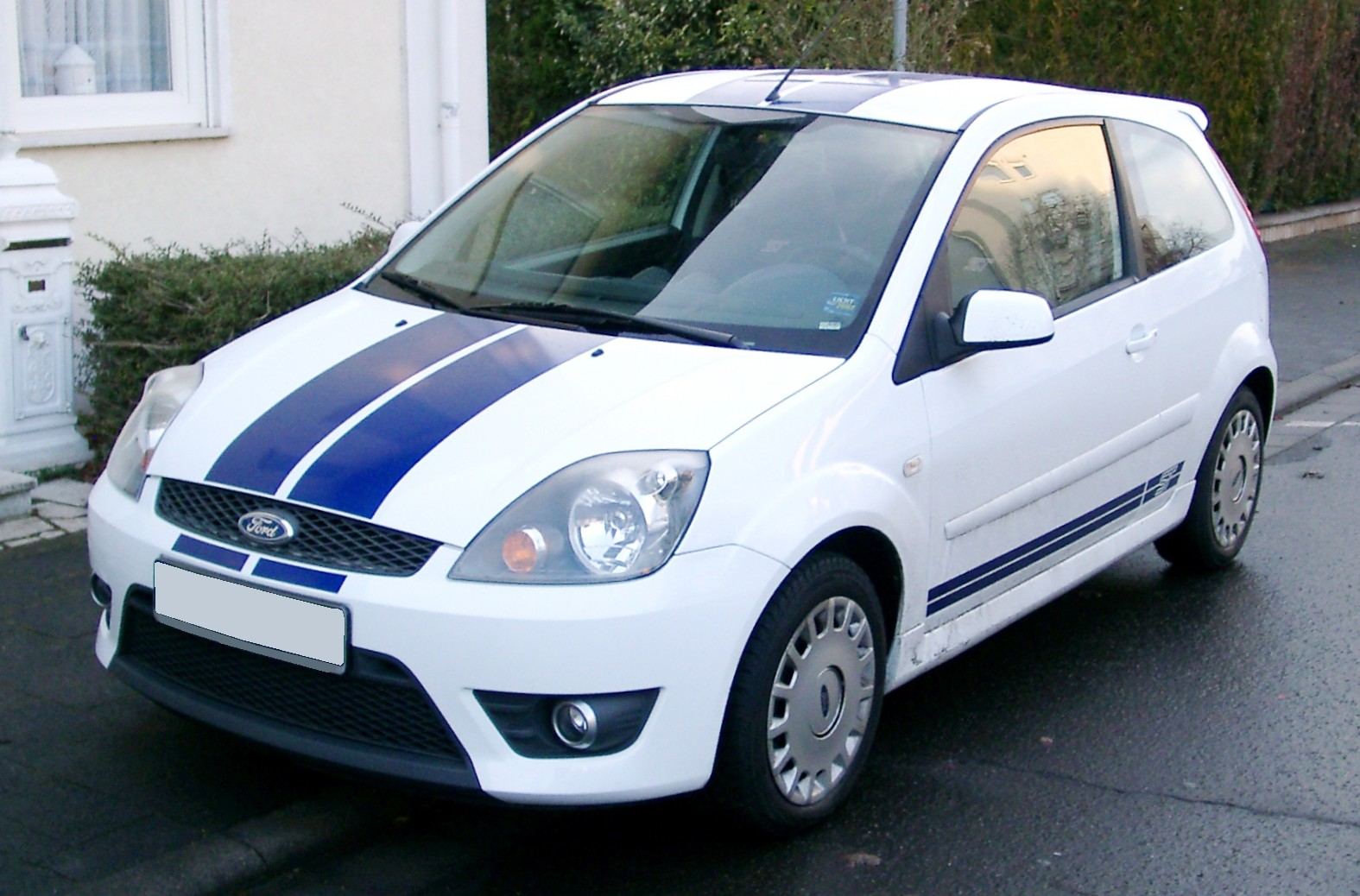
Ford Fiesta V ST po liftingu

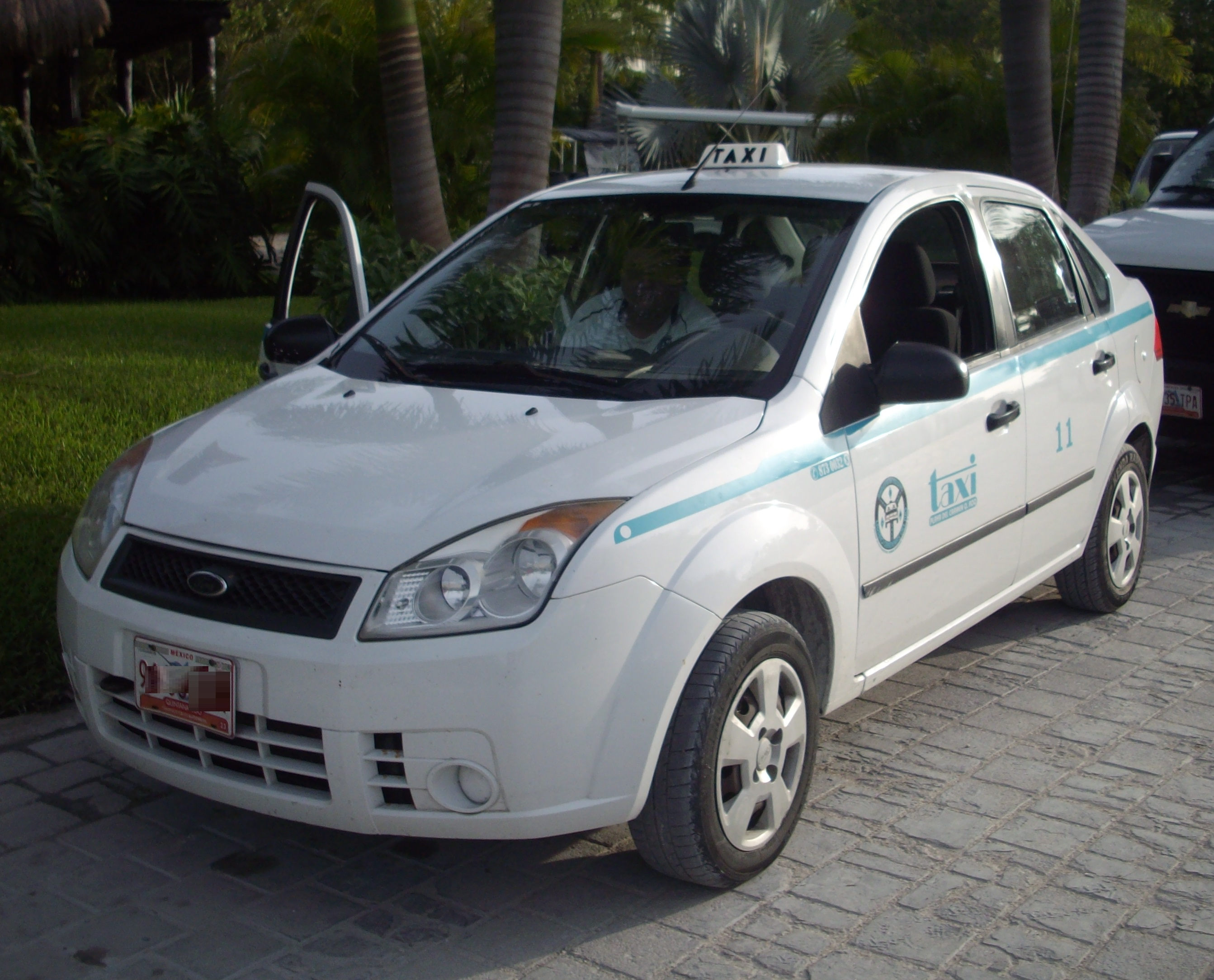
brazylijski Ford Fiesta V Sedan po liftingu

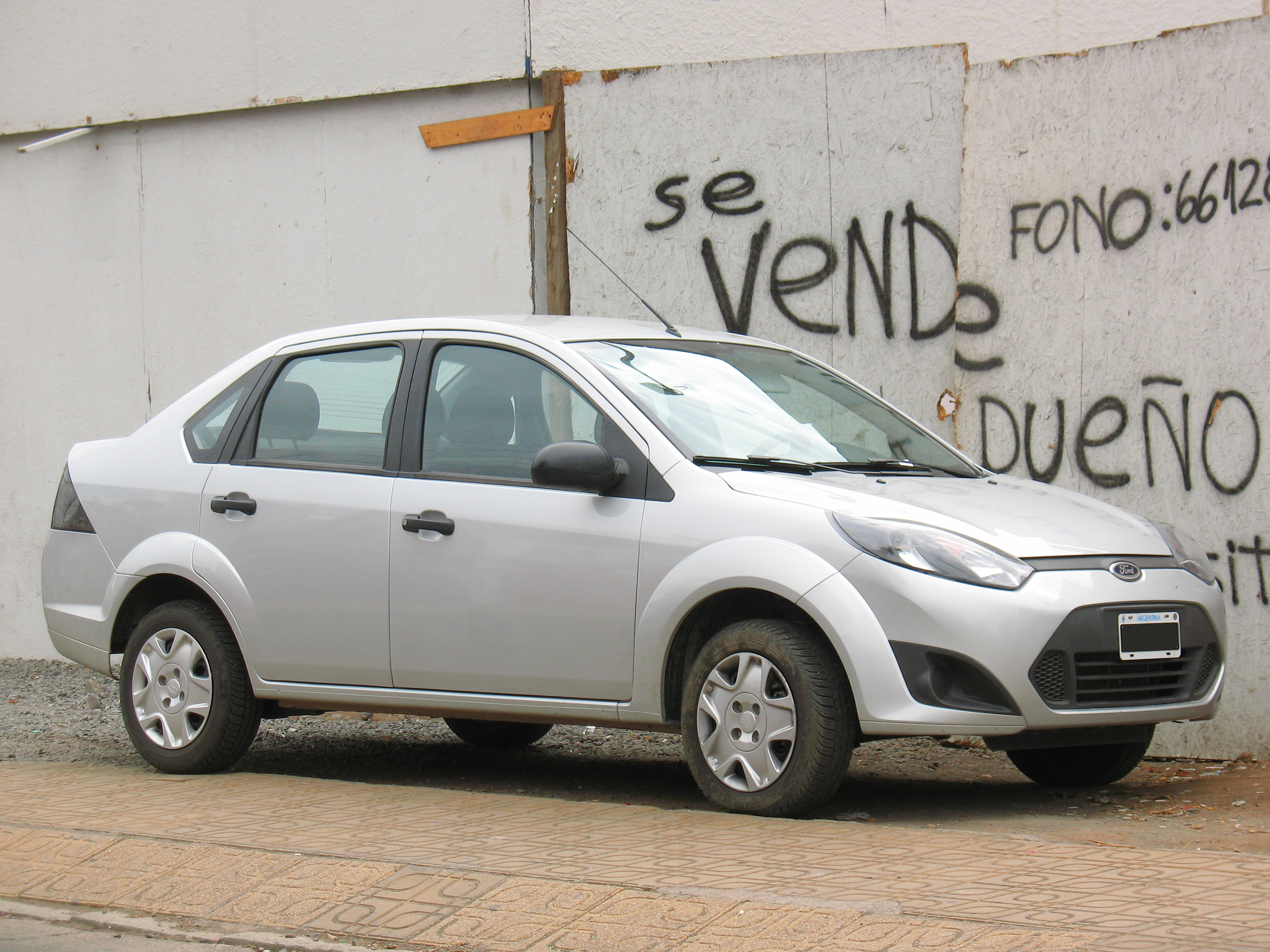
brazylijski Ford Fiesta V Sedan po drugim liftingu

Ford Fiesta V został po raz pierwszy zaprezentowany w 2002 roku.
Opracowując piątą generację Fiesty, europejski oddział Forda przyjął zupełnie nową koncepcję odmienną od poprzedników w ramach nurtu stylistycznego New Edge. Samochód zyskał nowe proporcje, z większym, przestronniejszym i wyraźnie wyższym nadwoziem nawiązującym stylistycznie do większego modelu Focus. Tył zdobiły charakterystyczne, wąskie lampy umieszczone w słupkach D przyjmując pionowy kształt, a z przodu pojawiły się duże, wielokształtne reflektory kontrastujące z niewielką, łukowatą atrapą chłodnicy.
Samochód oferowany był jako 3 i 5-drzwiowy hatchback, a na rynku meksykańskim i brazylijskim także jako 4-drzwiowy sedan. 

### ST
W 2004 roku ofertę specjalnych wersji Fiesty tradycyjnie powiększyła sportowa odmiana Fiesta ST. Tym razem była ona napędzana jeszcze mocniejszym, 2-litrowym silnikiem benzynowym rozwijającym moc 150 KM i posiadającym cztery cylindry. Wizualnie samochód wyróżniał się spojlerem, większymi alufelgami oraz opcjonalnymi, dwoma pasami biegnącymi przez całą długość nadwozia.

### Lifting
Jesienią 2005 roku Fiesta piątej generacji przeszła lifting. Zmieniono m.in. reflektory przednie pojazdu, wypełnienie tylnych lamp oraz atrapę chłodnicy, przeprojektowano zderzak przedni oraz lusterka, a do listy standardowego wyposażenia dodano m.in. system ABS. W oferowanych opcjach modelu po liftingu można było zamówić m.in. automatyczną klimatyzację, podgrzewane siedzenia, komputer pokładowy, ESP, poduszki powietrze czołowe/boczne/kurtyny, automatyczne wycieraczki, reflektory, podgrzewaną przednią szybę czy czujniki parkowania tylne. 

### Brazylia
Piąta generacja Forda Fiesty była produkowana i wytwarzana także z przeznaczeniem na rynku latynoamerykańskie, gdzie samochód wytwarzano znacznie dłużej od wersji europejskiej, przez wszystkie lata produkcji odróżniając się wizualnie od pierwowzoru. 
Początkowo Fiesta na te rynki miała jedynie inne wypełnienie reflektorów i przemodelowaną atrapę chłodnicy. Gdy w 2008 roku Ford przedstawił kolejną, szóstą generację modelu, produkcja piątego wcielenia była kontynuowana po obszernej modernizacji. W jej ramach zmienił się kształt reflektorów, a także pojawiły się agresywniej stylizowane błotniki i inna atrapa chłodnicy.
Po tym, jak sprzedaż Fiesty V została zakończona w Meksyku w 2010 roku na rzecz zupełnie nowego modelu, w Brazylii i Argentynie była ona kontynuowana. W tym samym roku tamtejsza Fiesta przeszła kolejną modernizację, w ramach której pojawiły się nowe, owalne reflektory, duży trapezoidalny wlot powietrza i wąska atrapa chłodnicy. Produkcja pod tą postacią trwała do 2014 roku.

### Wersje wyposażeniowe
- Fiesta
- Ambiente
- Trend
- Ghia
- Sport
- ST
- SilverX
- GoldX

### Silniki
- R4 1.25l 16V 75 KM
- R4 1.3l 8V 60-70 KM
- R4 1.4l 16V 80 KM
- R4 1.6l 16V 100 KM
- R4 2.0l 16V 150 KM
- R4 1.4l TDCi 68 KM
- R4 1.6l TDCi 16V 90 KM

## Szósta generacja

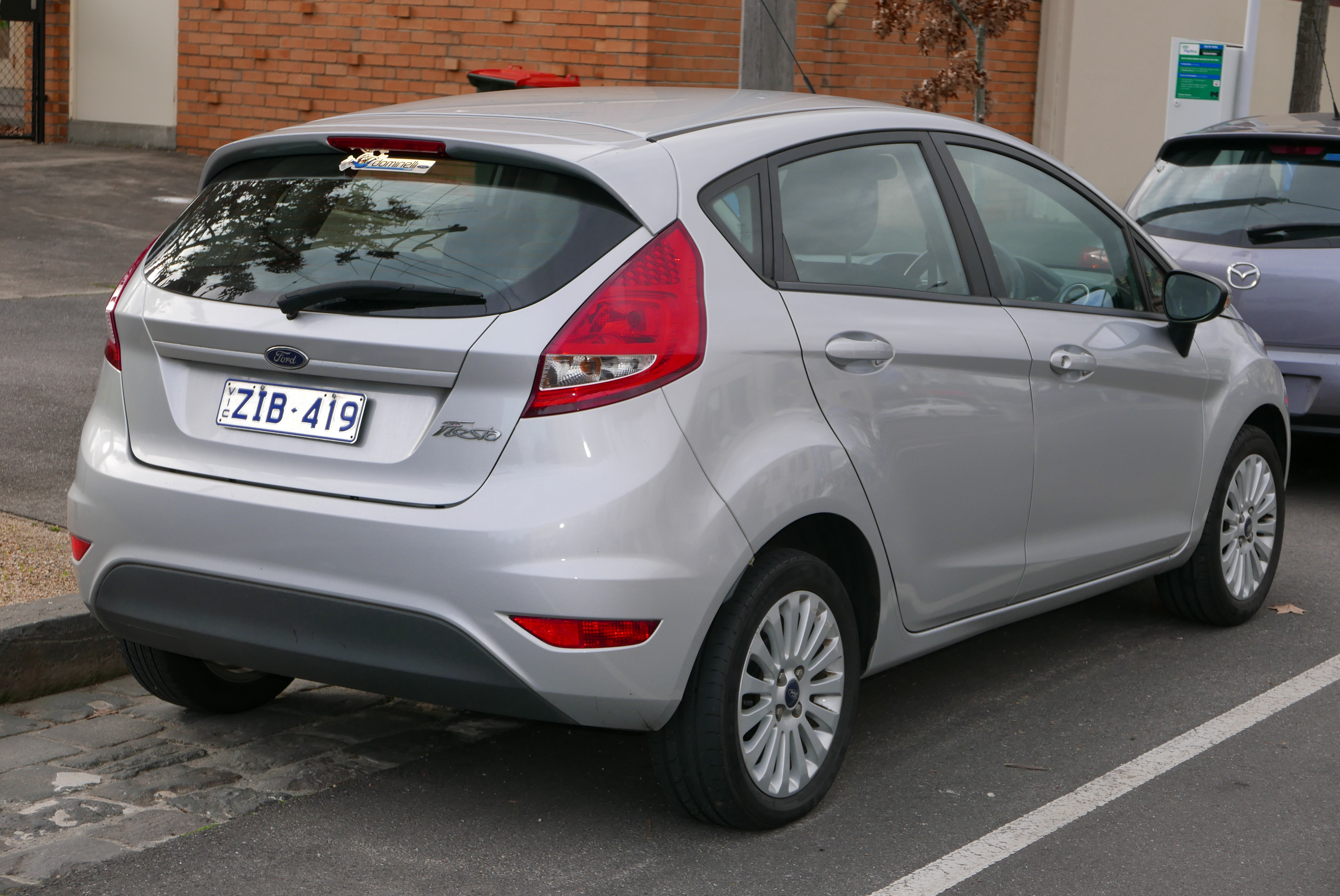
Ford Fiesta VI - tył

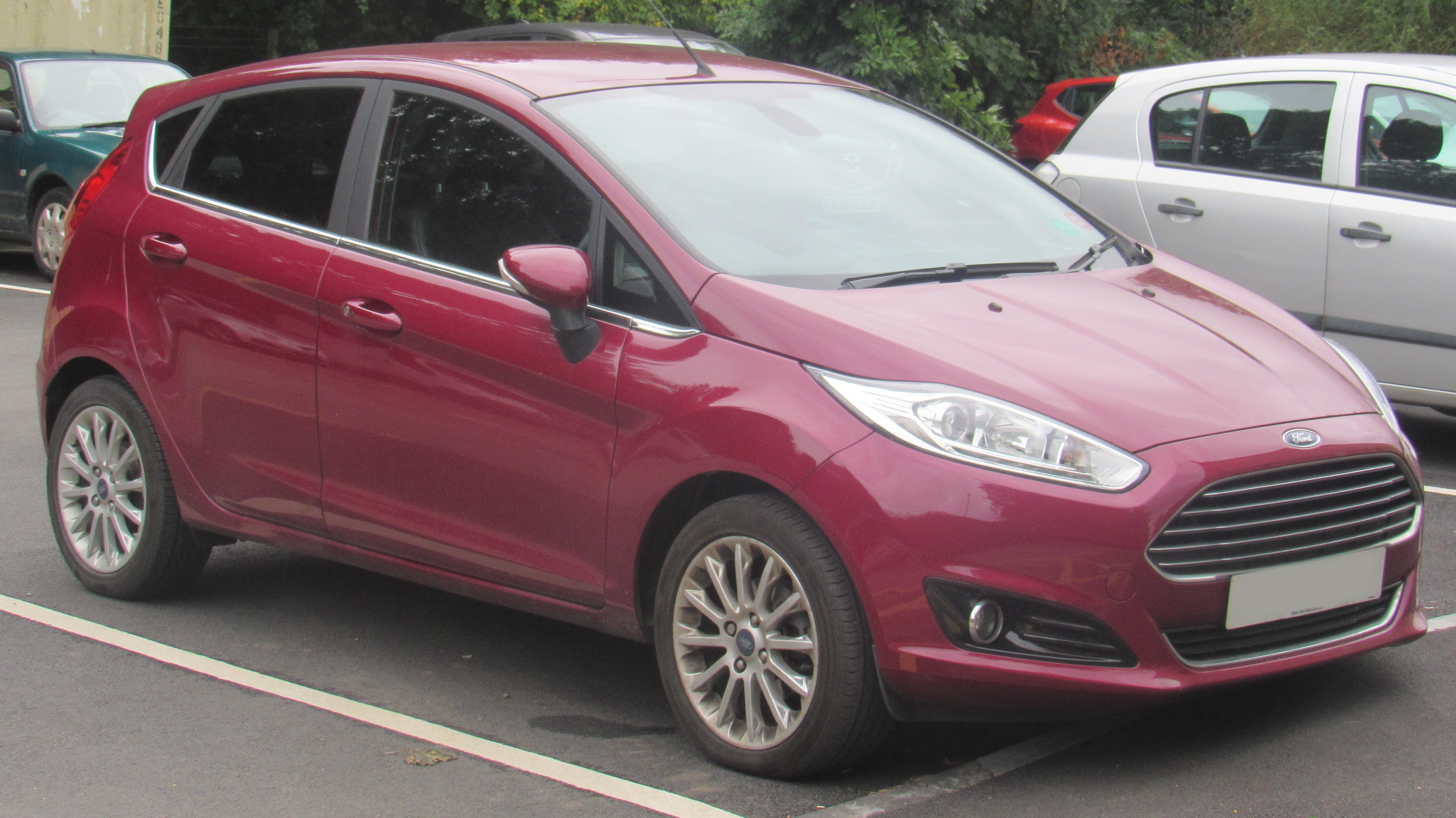
Ford Fiesta VI po liftingu

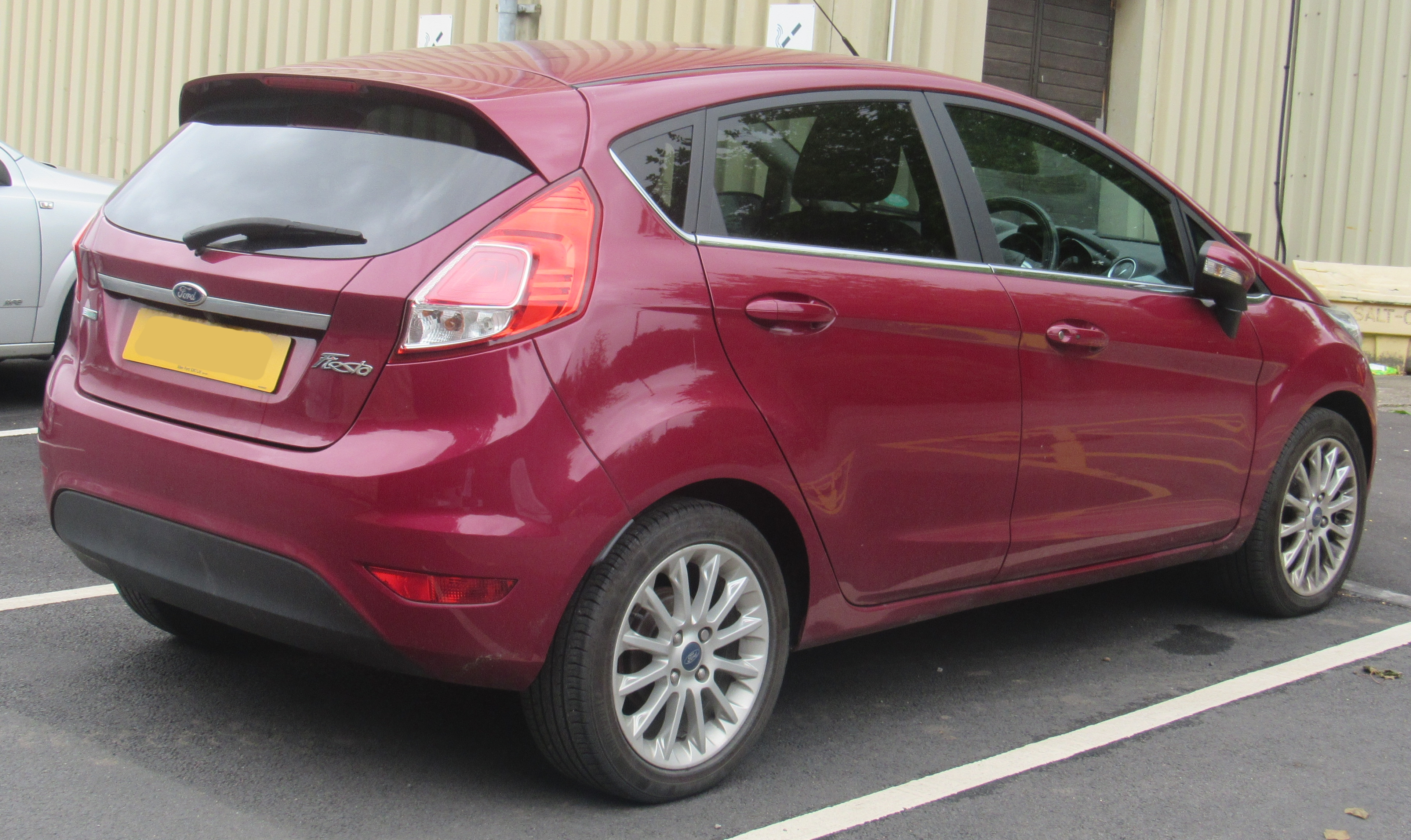
Ford Fiesta VI - tył po liftingu

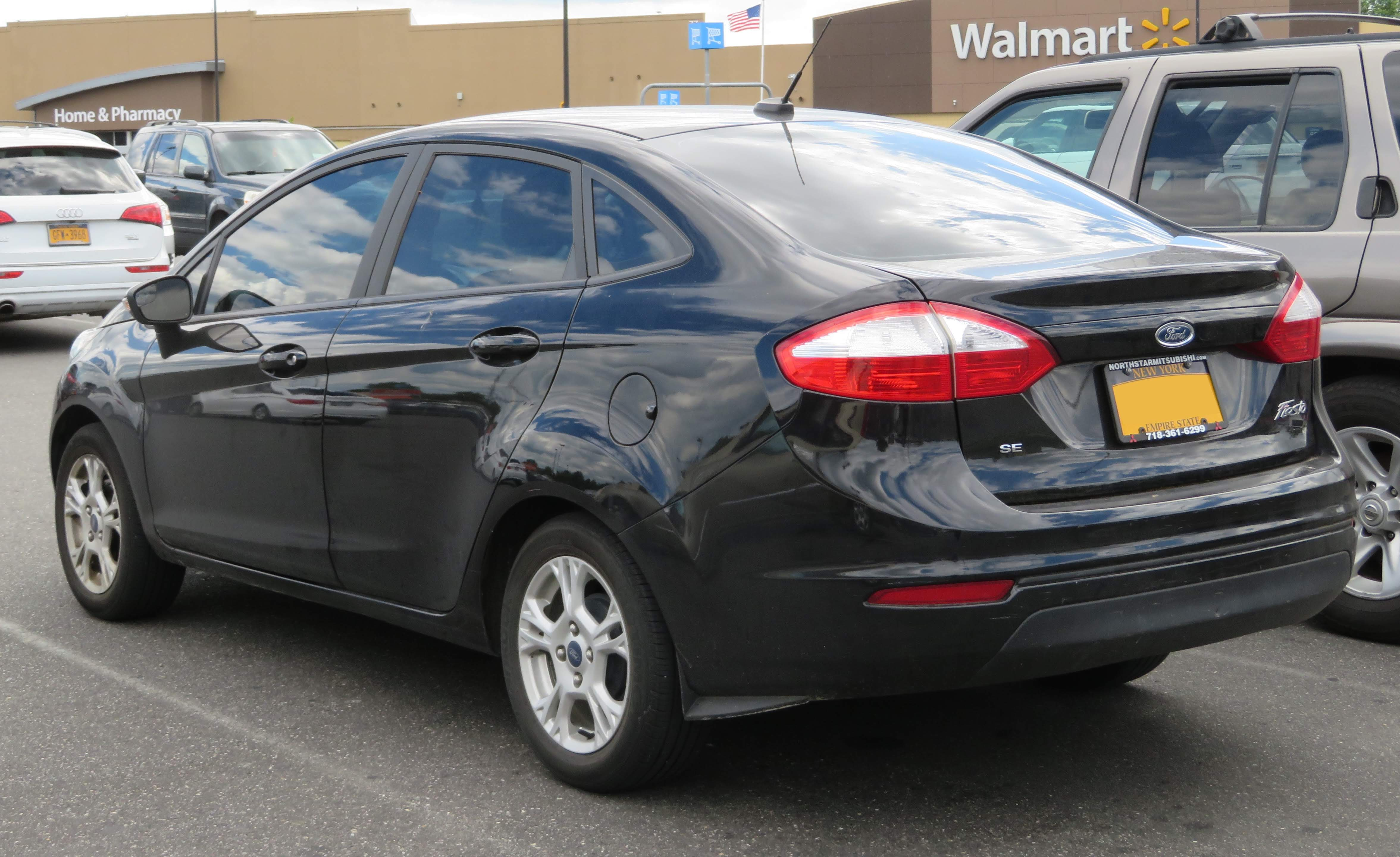
Ford Fiesta VI Sedan

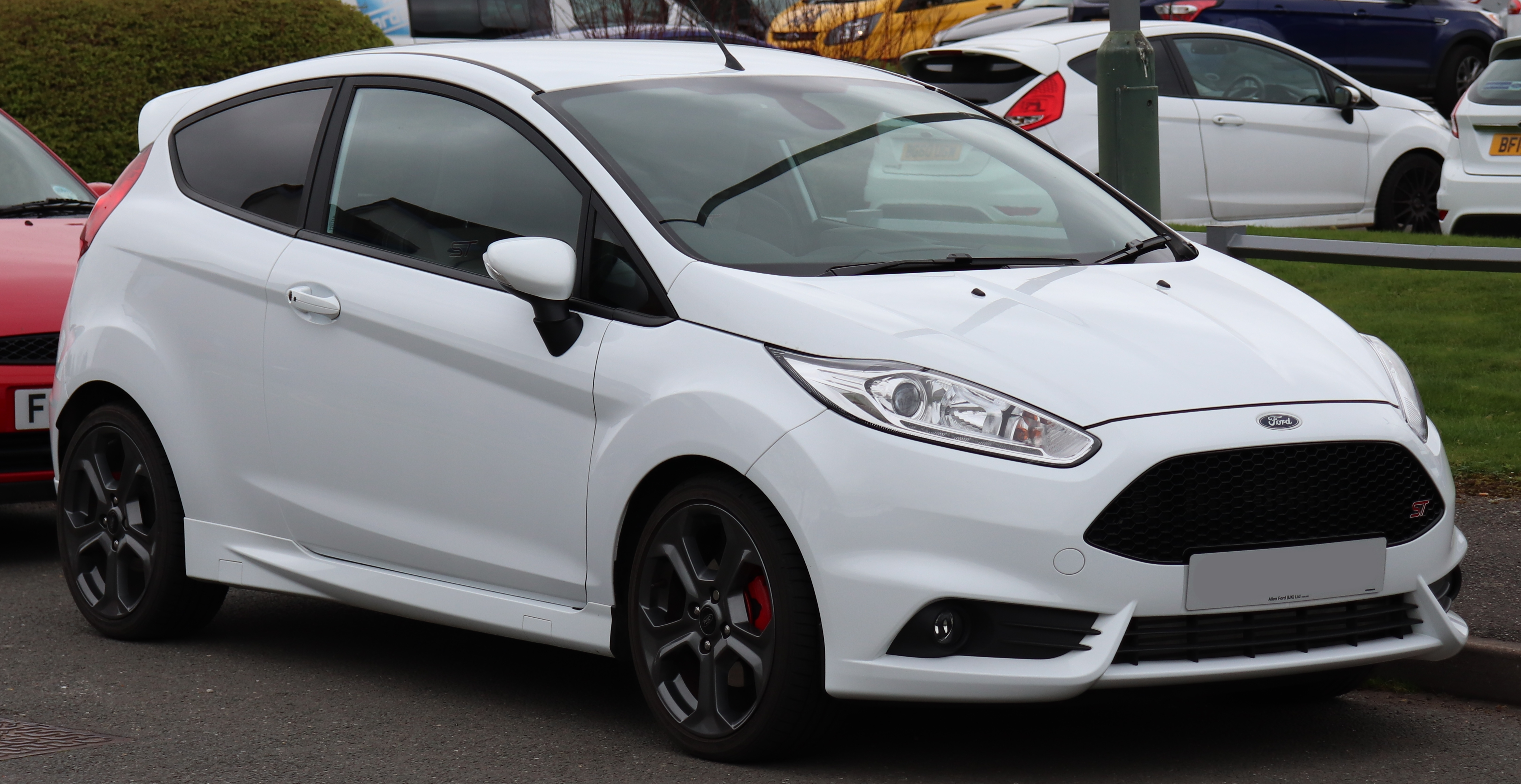
Ford Fiesta VI ST

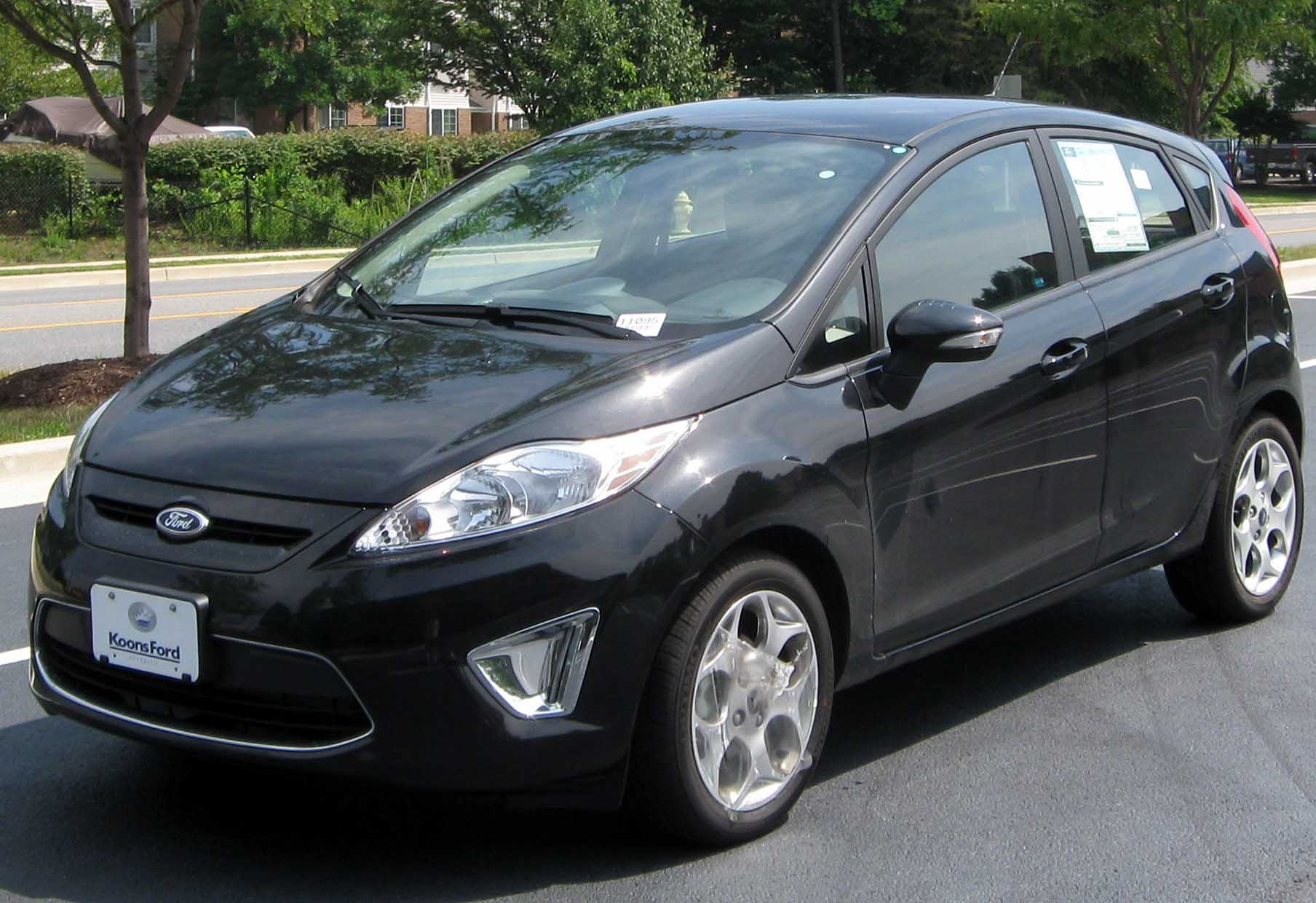
amerykański Ford Fiesta VI

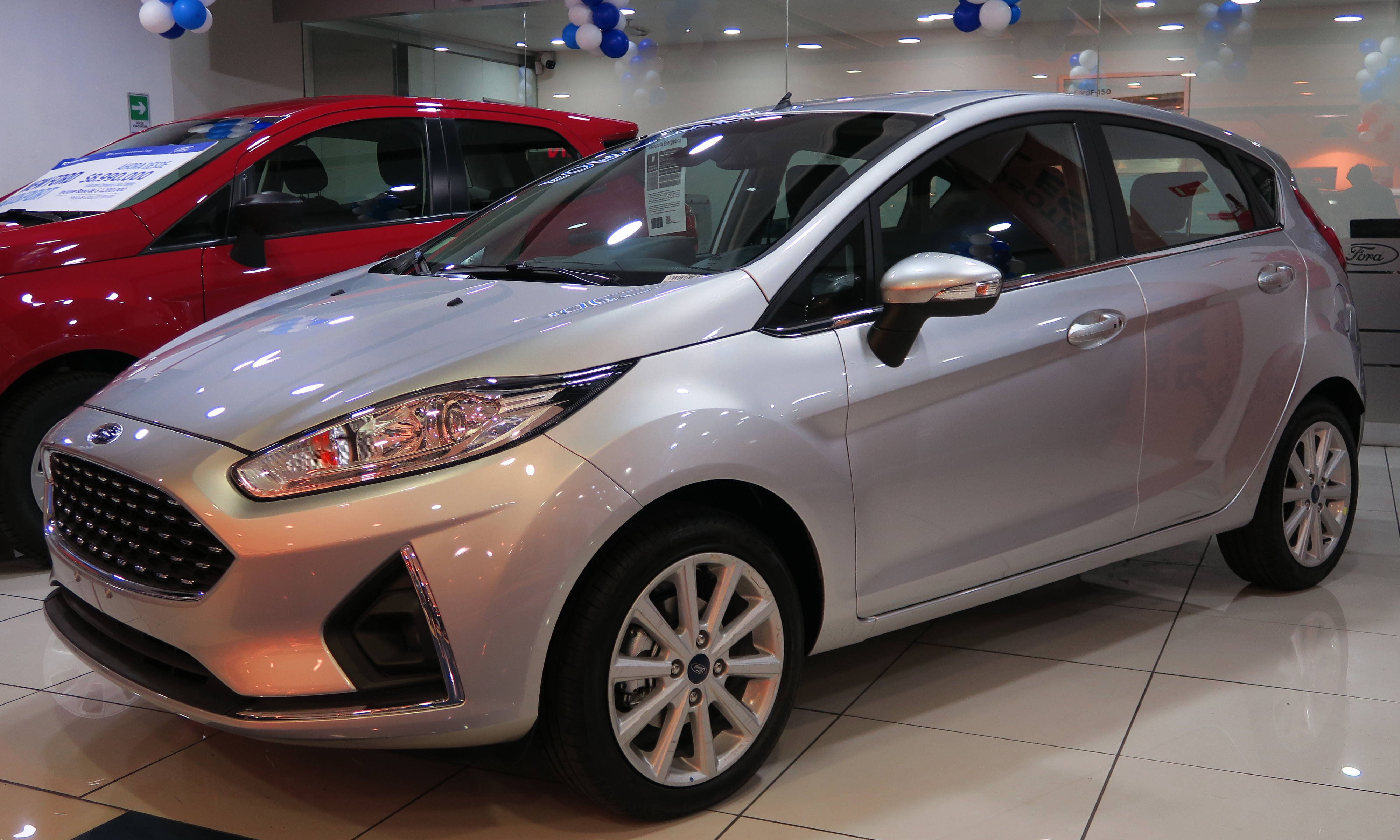
brazylijski Ford Fiesta VI po liftingu

Ford Fiesta VI został po raz pierwszy zaprezentowany w 2008 roku.
Premierę zupełnie nowej Fiesty szóstej generacji poprzedziła prezentacja prototypu Ford Verce Concept jesienią 2007 roku, który zdradził kluczowe cechy wyglądu nowej odsłony miejskiego modelu Forda. 
Oficjalna premiera seryjnego modelu już jako Fiesta VI odbyła się w marcu 2008 roku podczas Geneva Motor Show. Samochód został zaprojektowany od podstaw jako zupełnie nowa konstrukcja według filozofii stylistycznej marki Kinetic Design.
Większy i przestronniejszy pojazd charakteryzował się agresywnie stylizowanymi, dużymi reflektorami o ostrych kształtach, a także licznymi wyraźnymi przetłoczeniami i wielokształtnymi tylnymi lampami.
Początkowo gama nadwoziowa składała się z 3 i 5-drzwiowego hatchbacka, a w listopadzie 2008 roku została ona poszerzona także o 4-drzwiowego sedana zbudowanego z myślą o rynkach pozaeuropejskich. W ramach nowej taktyki One Ford, Fiesta szóstej generacji była samochodem światowym oferowanym pod zbliżoną postacią zarówno w Europie, jak i Ameryce Południowej, Ameryce Północnej, Azji, Afryce i Australii wraz z Nową Zelandią.

### Lifting
We wrześniu 2012 roku przedstawiono Fiestę po gruntownym liftingu. Pojawiła się nowa, większa atrapa chłodnicy w trapezoidalnym kształcie, a także przestylizowane reflektory, które wyposażone zostały w światła do jazdy dziennej w technologii LED. Ponadto, zmieniono też tylne wkłady lamp i odświeżono listę wyposażenia.

### ST
Po modernizacji z 2012 roku, Ford zdecydował się poszerzyć gamę Fiesty VI o sportową odmianę Fiesta ST. Wyróżniała się ona wizualnie dodatkowymi nakładkami na zderzaki, spojlerem tylnym, imitacją dyfuzora, większymi alufelgami, a także dużym wlotem powietrza z przodu. 
Samochód był napędzany czterocylindrowym, 1,6-litrowym silnikiem benzynowym o mocy 182 KM.

### Ameryka Północna
Północnoamerykański oddział Forda zdecydował się po raz pierwszy w historii oferować miejską Fiestę także na lokalnym rynku, prezentując nieznacznie zmodyfikowany wariant na Los Angeles Auto Show jesienią 2009 roku. Samochód zyskał inną atrapę chłodnicy, przestylizowany zderzak, a także przestylizowany kokpit i inne koło kierownicy.
Podobnie jak w Azji, ofertę nadwoziową uzupełniła wersja sedan. Sprzedaż Fiesty w Ameryce Północnej trwała przez kolejne 10 lat, kończąc się w 2019 roku bez prezentacji następcy z powodu sprzedaży poniżej zakładanych oczekiwań.

### Brazylia
Po zakończeniu trwającej 12 lat produkcji poprzedniej, piątej generacji Fiesty w 2014 roku, także i w Brazylii ruszyła z 6-letnim opóźnieniem względem Europy produkcja szóstej generacji Fiesty. Samochód trafił do sprzedaży już w zmodernizowanej formie, pozostając w niej także po premierze kolejnego, siódmego wcielenia na rynku europejskim pod koniec 2016 roku. 
W 2018 roku samochód przeszedł przeprowadzony z myślą o lokalnym rynku lifting, który przyniósł nowy wzór zderzaka z większym wlotem powietrza. 
Jednakże, z powodu podjęcia przez Forda decyzji o zakończeniu produkcji samochodów w Brazylii w lutym 2019 roku, sprzedaż i wytwarzanie Fiesty zakończyło się w tym regionie w październiku tego samego roku.

### Wersje wyposażeniowe[32]
- Ambiente
- Trend
- Trend SVP
- Ghia
- S1600
- Sport
- Sport+
- Sport Special Edition
- Titanium
- Titanium Individual
- ST
- ST2
- ST200

### Silniki
Benzynowe:
- R3 1.0l Ti-VCT 65,80 KM
- R3 1.0l EcoBoost 100,125,140 KM
- R4 1.25l Duratec  60,82 KM
- R4 1.4l Duratec 96 KM
- R4 1.6l  Ti-VCT 110,120,125,134 KM, 
  - 1.6l Ecoboost ST 182, 200 KM

Wysokoprężne:
- R4 1.4l TDCi 68 KM
- R4 1.5l Duratorq TDCi 75 KM
- R4 1.6l TDCi  90 i 95 KM

## Siódma generacja

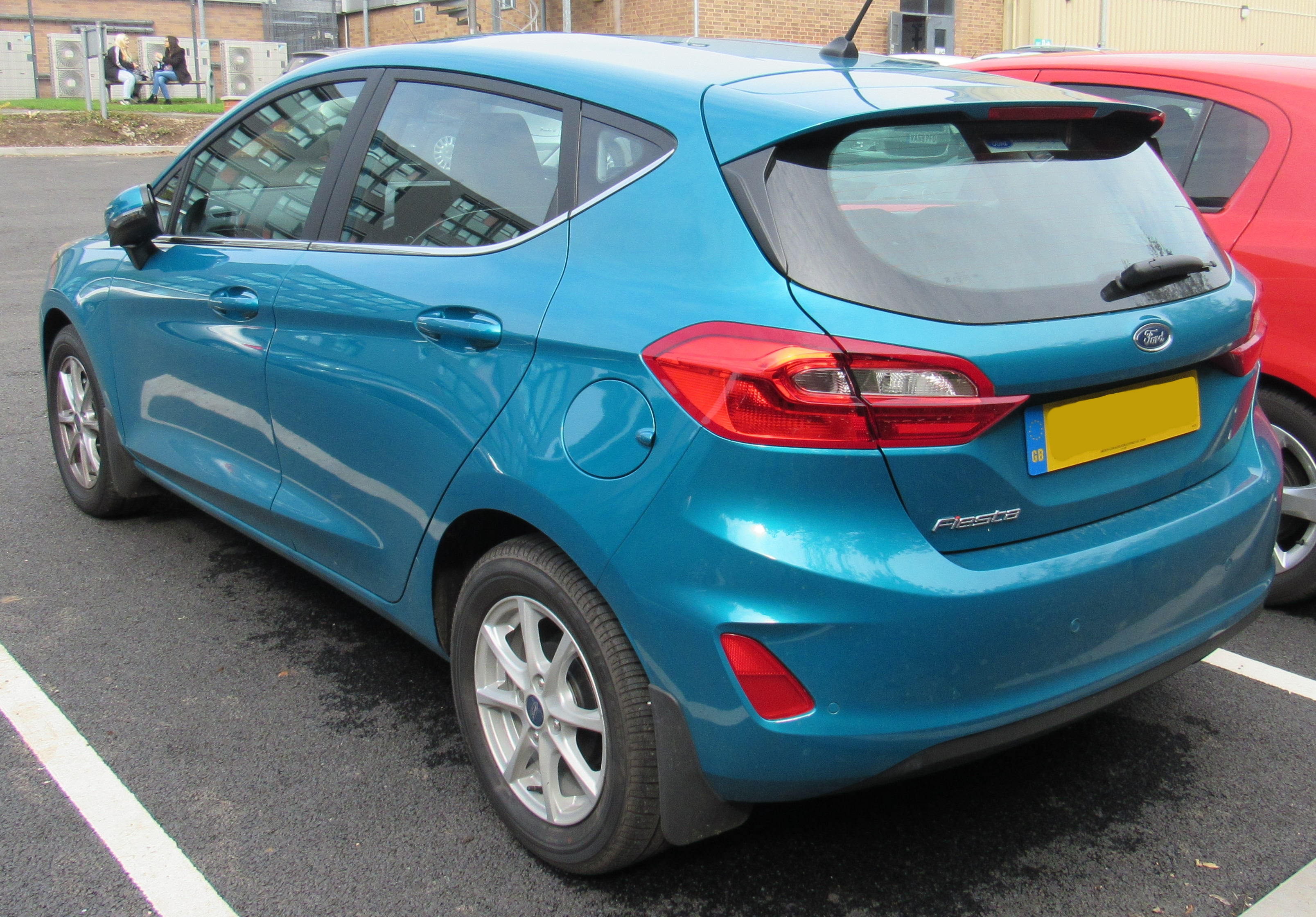
Ford Fiesta VII - tył

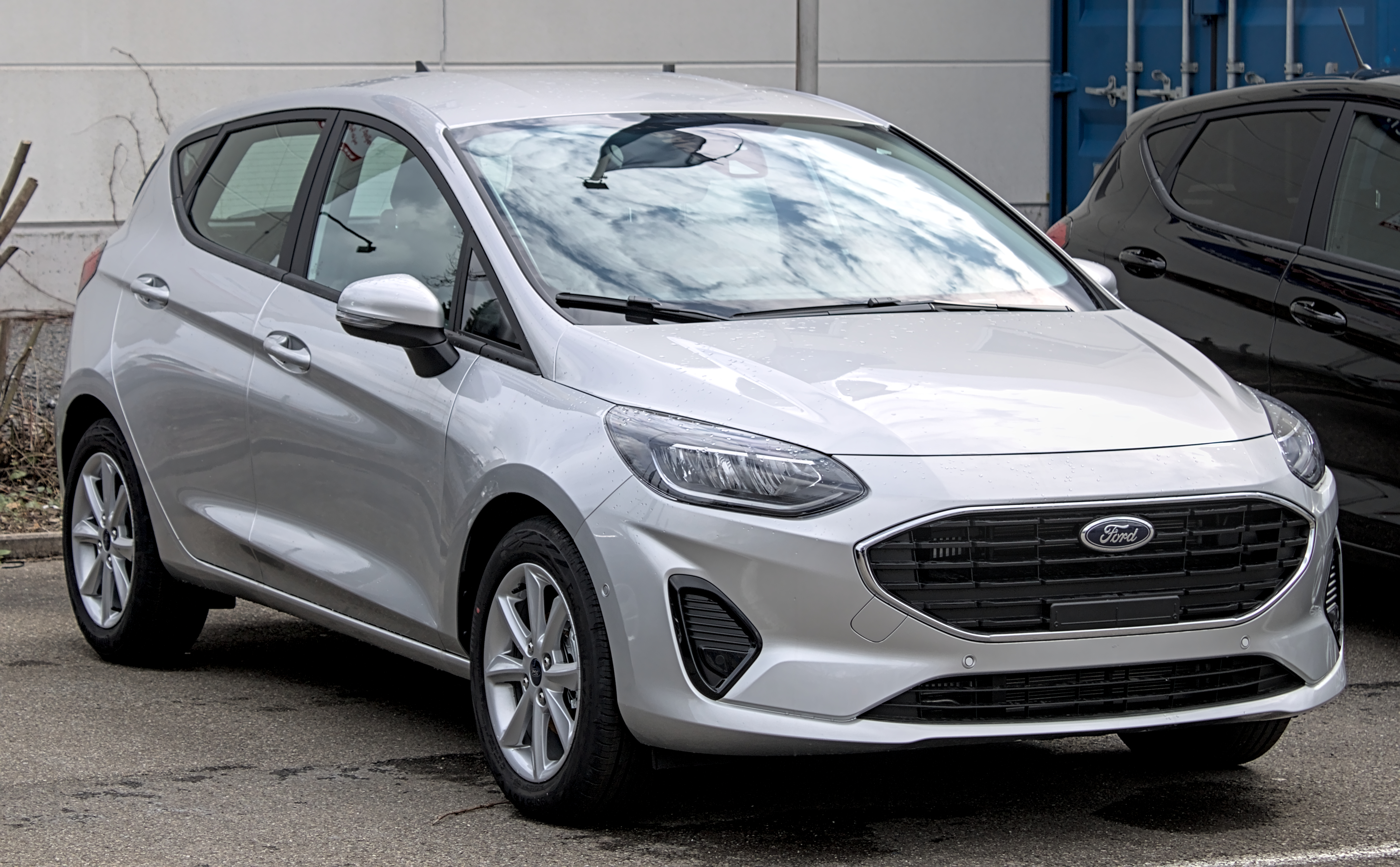
Ford Fiesta VII po liftingu

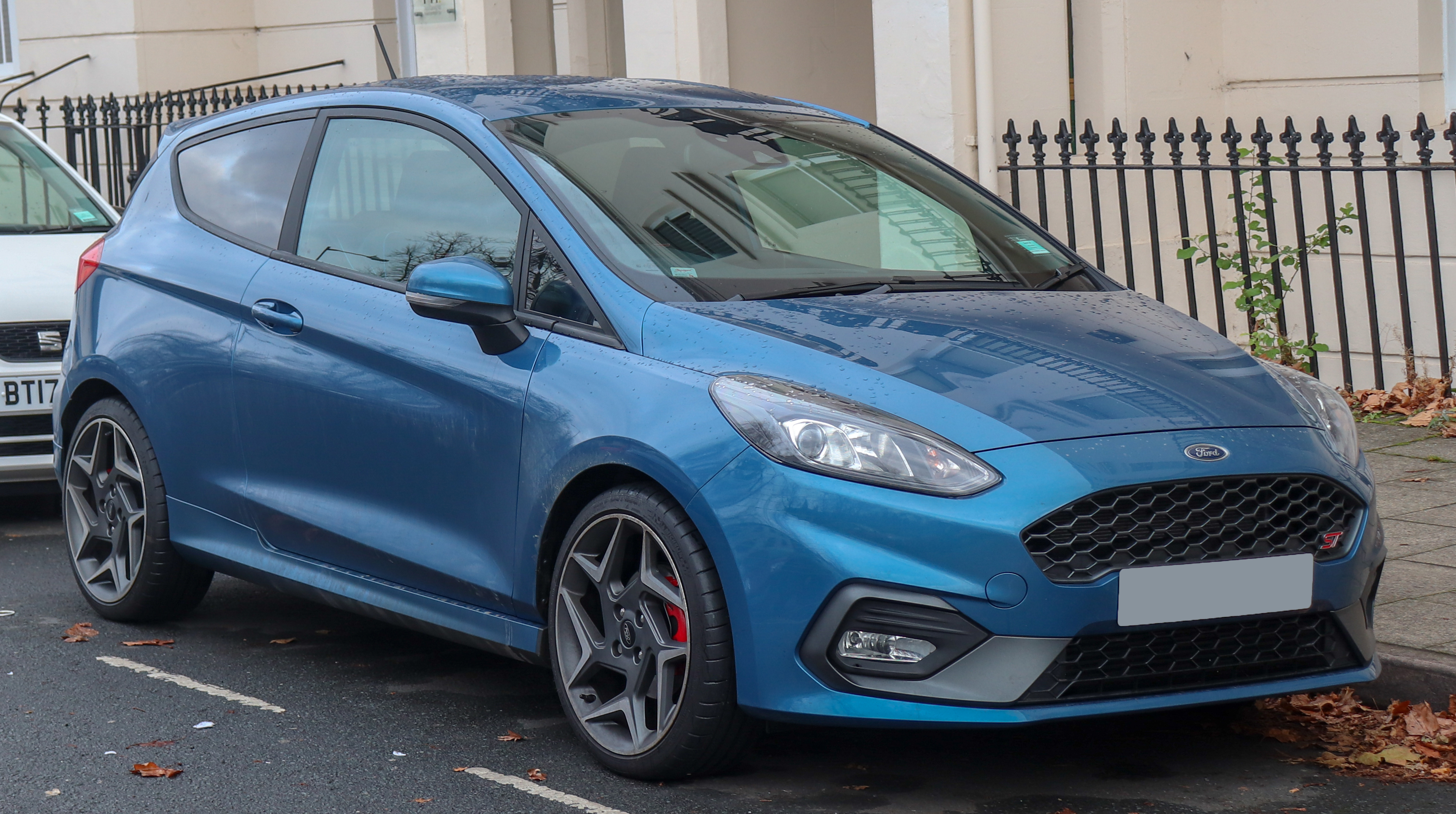
Ford Fiesta VII ST

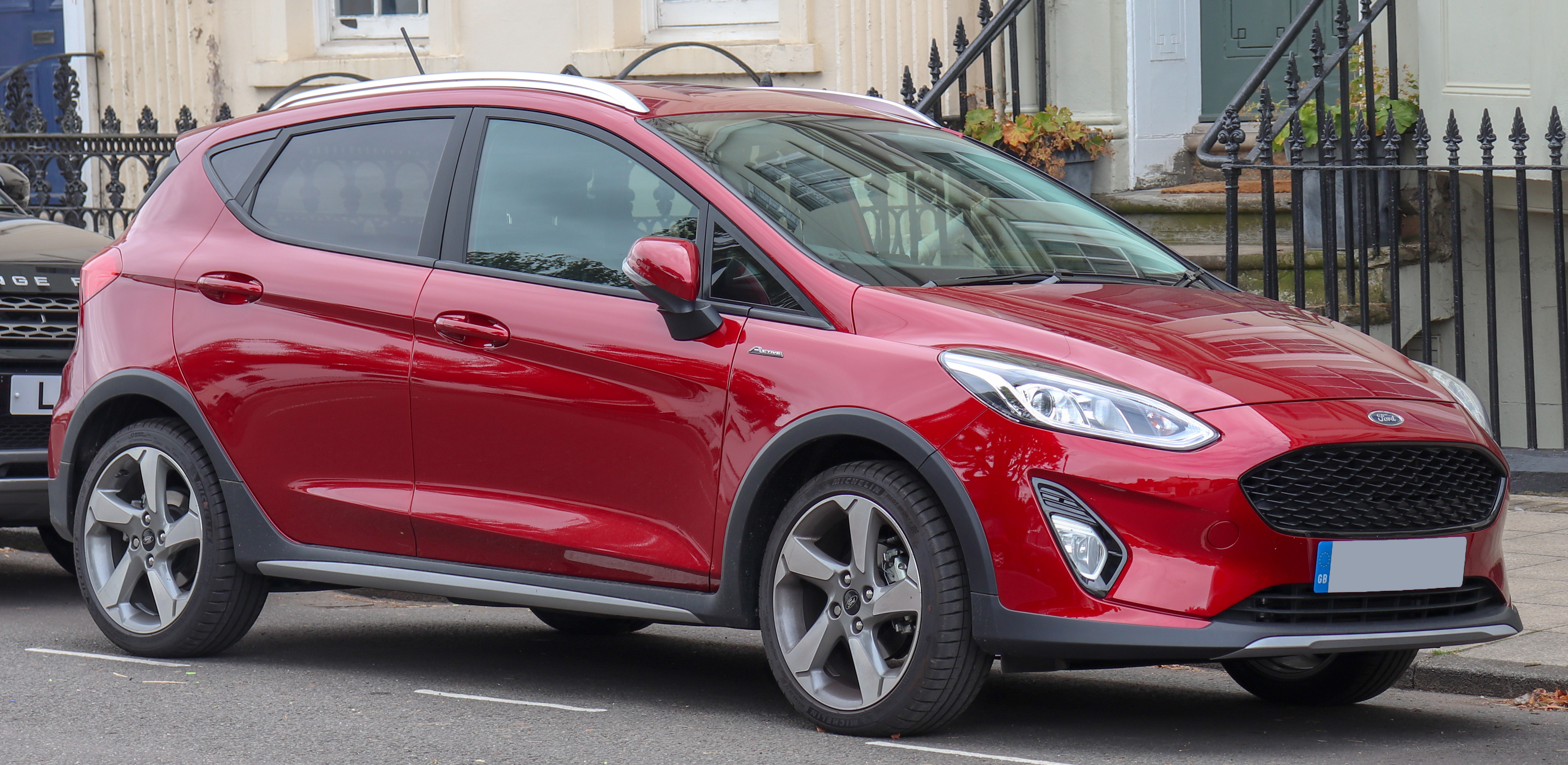
Ford Fiesta VII Active

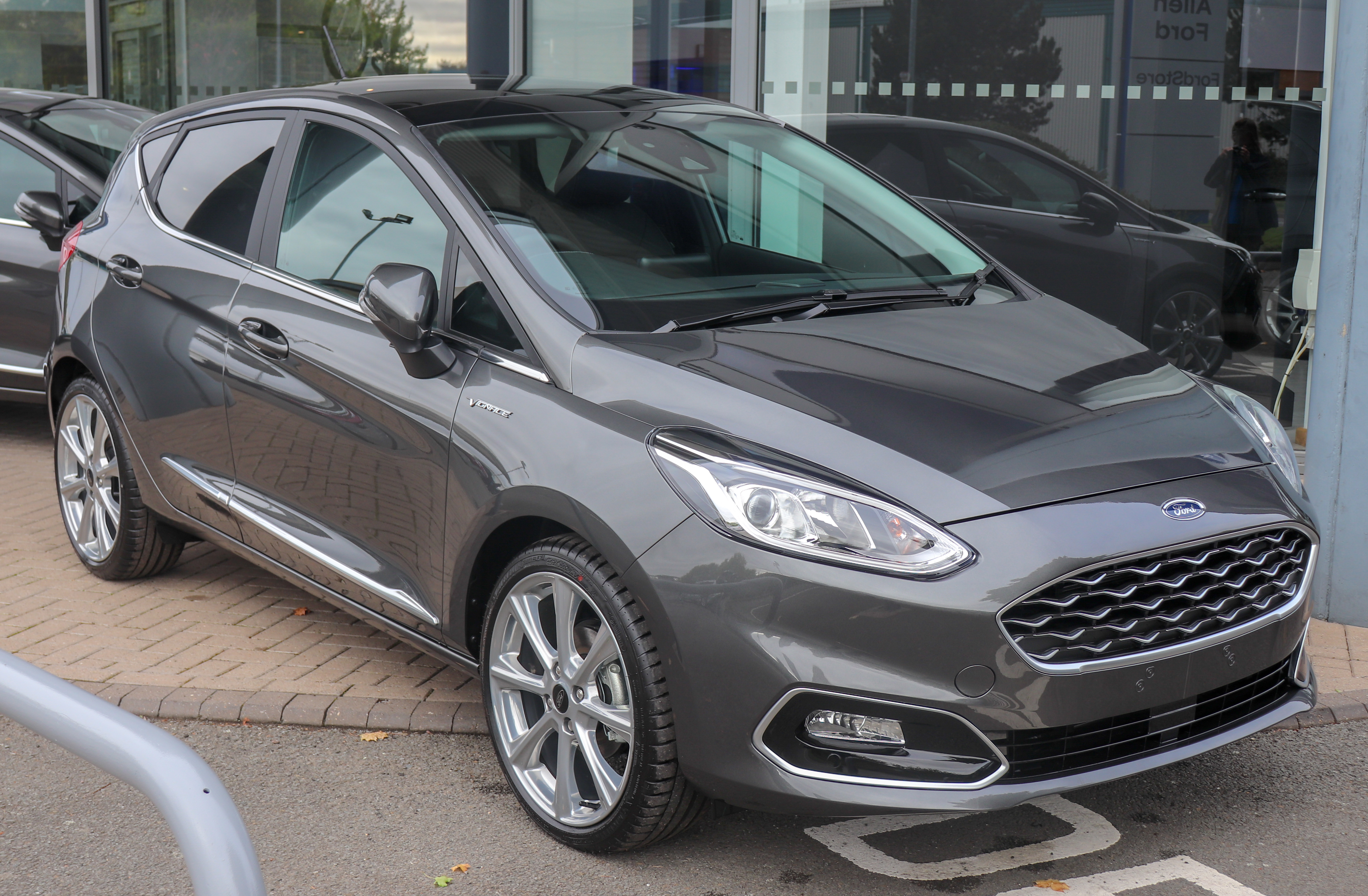
Ford Fiesta VII Vignale

Ford Fiesta VII został zaprezentowany po raz pierwszy jesienią 2016 roku.
Światowa premiera odbyła się 29 listopada 2016 w siedzibie europejskiego oddziału Forda w Kolonii. Samochód z racji ogromnego sukcesu rynkowego poprzednika, pod względem stylizacji nadwozia przeszedł ewolucję, zachowując znaczne podobieństwo do szóstego wcielenia. Ford Fiesta VII utrzymał smukłą linię nadwozia z łagodnie opadającą przednią szybą oraz przód z charakterystycznym, dużym wlotem powietrza.
Najbardziej względem poprzednika nową Fiestę odróżniają mniejsze reflektory oraz poziome tylne lampy zachodzące na klapę. We wnętrzu zaszły duże zmiany – zniknęła awangardowa i kontrowersyjna konsola środkowa z panelem radia inspirowanym klawiaturą telefonu komórkowego na rzecz ekranu dotykowego służącego głównie do obsługi radia, pod którym pasowo dominują nawiewy oraz panel klimatyzacji.

### Fiesta ST
W marcu 2018 roku Ford przedstawił tradycyjną, topową odmianę Fiesta ST, która wyróżnia się charakterystycznym wlotem powietrza z wcięciami u dołu, dodatkowymi nakładkami na zderzaki i progi, sportowymi alufelgami oraz spojlerem. Samochód jest napędzany 1,5-litrowym silnikiem benzynowym o mocy 200 KM.

### Fiesta Active
Fiesta Active jako pierwsza zasiliła gamę nowych wariantów osobowych modeli Forda stylizowanych w stylu crossovera. O 18 mm podniesiono prześwit, z kolei o kolejne 10 mm zwiększono rozstaw kół. W wyposażeniu standardowym pojawiły się relingi dachowe.
Pod kątem wizualnym samochód wyróżniły nakładki z czarnego i srebrnego plastiku obejmujące zderzaki, nadkola i progi, podkreślając tym samym charakter imitujący crossovery. Fiesta Active została wyposażona standardowo w 17-calowe felgi.

### Lifting
We wrześniu 2021 roku Ford Fiesta siódmej generacji przeszedł obszerną restylizację, która pod kątem wizualnym objęła głównie pas przedni. Samochód zyskał wyżej osadzone, mniej zaokrąglone reflektory dostępne także z oświetleniem Matrix LED, dodatkowe wloty powietrza w zderzaku, a także znacznie większą atrapę chłodnicy w kształcie trapezu z osadzonym na niej logo firmowym.
W kabinie pasażerskiej przeprowadzono kosmetyczne zmiany obejmujące nową generację systemu multimedialnego, a także w pełni cyfrowe wskaźniki zapożyczone z pokrewnego crossovera Puma. Rozbudowano także listę systemów bezpieczeństwa wspomagających kierowcę, a także zwiększono udział zelektryfikowanych jednostek napędowych w gamie. Odtąd wszystkie Fordy Fiesta VII oferowane są z układami napędowymi typu tzw. mild hybrid.

### Sprzedaż
W przeciwieństwie do poprzednika, Fiesta siódmej generacji nie stała się samochodem globalnym i jej zasięg rynkowy został drastycznie ograniczony jedynie do wyselekcjonowanych rynków. Spośród dotychczasowych regionów, m.in. w Stanach Zjednoczonych, Ameryce Południowej, Indiach czy Australii Ford w ramach nowej polityki modelowej wycofał się z klasy miejskiej. Głównym rynkiem zbytu pozostał rynek Europy Zachodniej i Środkowej, z debiutem na rynku polskim w lipcu 2017. Ponadto, Fiesta siódmej generacji była w latach 2018–2022 oferowana jeszcze w Afryce Południowej. Wyłącznie w sportowej odmianie ST w latach 2019–2022 samochód eksportowano także do Australii i Nowej Zelandii.

### Koniec produkcji
Po wycofaniu Fiesty z rynków RPA i Australii na początku 2022 roku, samochód pozostał produktem ograniczonym wyłącznie do rynku europejskiego. Także i w tym regionie staż rynkowy samochodu przeszedł jednak w schyłkową fazę, pod koniec października 2022 oficjalnie ogłaszając przez Forda plan całkowitego wycofania samochodu ze sprzedaży po 46 latach rynkowej obecności. Zakończenie produkcji Fiesty VII w niemieckich zakładach Forda w Kolonii ostatecznie miało miejsce 7 lipca 2023 roku, z następcą określonym jako elektryczna odmiana produkowanego dotychczas równolegle crossovera Puma - modelu Puma Gen-E.

### Wersje wyposażeniowe
- Active
- ST
- ST Line
- ST Line X
- Sync Edition
- Titanium
- Trend
- Vignale

### Silniki
2018-2021:
- R3 1.0l EcoBoost 100,125 KM
- R3 1.1l Ti-VCT 75 KM
- R3 1.5l EcoBoost 200 KM
- R3 1.0l EcoBoost MHEV 125,155 KM

2021-2023:
- R3 1.0l EcoBoost 95, 100, 125, 140 KM
- R3 1.1l Ti-VCT 70, 75, 86 KM
- R3 1.5l EcoBoost ST 200 KM
- R3 1.0l EcoBoost MHEV 125,155 KM
- R4 1.5l Duratorq TDCi 85, 120 KM